# فيزياء
الفِيزِيَاءُ أو عِلْمُ الفِيزِيَاءِ أو الفِيزِيقَا (بالإغريقية: φυσική)، وتُسَمَّى أيضًا بـ الطَبِيعِيَّاتِ أو عِلْمِ الطَبِيعَةِ هو العلم الذي يدرس المفاهيم الأساسية مثل الطاقة، القوة،(1) والزمان، وكل ما ينبع من هذا، مثل الكتلة، المادة وحركتها.(2) وعلى نطاق أوسع، هو التحليل العام للطبيعة، والذي يهدف إلى فهم كيف يعمل الكون.
وتحاول الفيزياء أن تفهم الظواهر الطبيعية والقوى والحركة المؤثرة في سيرها، وصياغة المعرفة في قوانين لا تفسر العمليات السالفة فقط بل التنبؤ بمسيرة العمليات الطبيعية بنماذج تقترب رويدًا رويدًا من الواقع.
يُعتبر علم الفيزياء من أحد أقدم التّخصصات الأكاديمية، فقد بدأت بالبزوغ منذ العصور الوسطى، وتميّزت كعلمٍ حديثٍ في القرن السابع عشر، وباعتبار أن أحد فروعها، وهو علم الفلك، يعد من أعرق العلومِ الكونيةِ على الإطلاقِ. خلال معظم الألفي سنةِ الماضيةِ، كانت الفيزياء (علم الطبيعة) والكيمياء وعلم الأحياء وبعض فروع الرياضيات، جزءً من الفلسفة الطبيعية، ولكن خلال الثورة العلمية في القرن السابع عشر ظهرت هذه العلوم الطبيعية كمساعي بحثية فريدة في حد ذاتها. تتقاطع الفيزياء مع العديد من مجالات البحث متعددة التخصصات، مثل الفيزياء الحيوية والكيمياء الكمومية، وحدود الفيزياء التي لم تُعرَّف تعريفاً صارماً. غالبًا ما تشرح الأفكار الجديدة في الفيزياء الآليات الأساسية التي تدرسها علوم أخرى وتقترح طرقًا جديدة للبحث في التخصصات الأكاديمية مثل الرياضيات والفلسفة.
تهتم الفيزياء في الوقت نفسه بدقة القياس وابتكار طرق جديدة للقياس تزيد من دقتها؛ فهذا هو أساس التوصل إلى التفسير السليم للظواهر الطبيعية. وتقدم الفيزياء ما توصلت إليه من طرق القياس للاستخدام في جميع العلوم الطبيعية والحيوية الأخرى كالكيمياء والطب والهندسة والأحياء وغيرها. إن التقدم الحضاري والمدني يدين بشكل كبير للتقدم الباهر لعلم الفيزياء، فجميع الأجهزة التي تملأ حياتنا اليومية أساسها الفيزياء، مثل الرادار واللاسلكي والراديو والتلفزيون والهاتف المحمول والحاسوب وأجهزة التشخيص في الطب مثل أشعة إكس والتصوير بالرنين المغناطيسي والعلاج بالأشعة، والنظارات، والتلسكوبات ومسبارات المريخ والفضاء، وأفران الميكروويف، والكهرباء والترانزيستور والميكروفون، وغيرها.(3) بالإضافة إلى مفاهيم أخرى كالفضاء والزمن، ويتعامل مع خصائص كونية محسوسة يمكن قياسها مثل القوة والطاقة والكتلة والشحنة. وتعتمد الفيزياء المنهج التجريبي، أي أنها تحاول تفسير الظواهر الطبيعية والقوانين التي تحكم الكون عن طريق نظريات قابلة للاختبار.
وللفيزياء مكانة متميزة في الفكر الإنساني، وكما تأثرت بأفرع المعرفة الإنسانية الأخرى؛ فقد كان لها أيضا الأثر الحاسم في بعض الحقول المعرفية والعلمية الأخرى مثل الفلسفة والرياضيات وعلم الأحياء. ولقد تجسدت أغلب التّطورات التي أحدثتها بشكل عملي في عدّة قطاعات من التقنية والطب. فعلى سبيل المثال، أدى التّقدم في فهم الكهرطيسية إلى الانتشار الواسع في استخدام الأجهزة الكهربائية مثل التلفاز والحاسوب، وكذلك تطبيقات الديناميكا الحرارية إلى التطور المذهل في مجال المحركات ووسائل النقل الحديثة، وميكانيكا الكم إلى اختراع معدات مثل المجهر الإلكتروني، كما كان لعصر الذرة -بجانب آثاره المدمرة- استعمالات هامة لتطويع الإشعاع في علاج السرطان وتشخيص الأمراض.
معظم الفيزيائيين اليوم هم عادة متخصصون في مجالين متكاملين وهما الفيزياء النظرية والفيزياء التجريبية، وتهتم الأولى بصياغة النظريات باعتماد نماذج رياضية، فيما تهتم الثانية بإجراء الاختبارات على تلك النظريات، بالإضافة إلى اكتشاف ظواهر طبيعية جديدة. وبالرغم من الكم الهائل من الاكتشافات المهمّة التي حققتها الفيزياء في القرون الأربعة الماضية، إلا أن العديد من المسائل لا تزال بدون جواب إلى حد الآن، كما أن هناك مجالات نظرية وتطبيقية تشهد نشاطًا وأبحاثًا مكثّفة.

## أصل التسمية
كلمة فيزياء مأخودة من اللغة الإغريقية «φυσική فيزياء» وهي مكونة من كلمتين "ἐπιστήμη epistḗmē" وتعني «معرفة الطبيعة». في البداية عرِّبت من الإغريقية إلى فيزيقا  واستخدم عدد من العلماء العرب في فجر الإسلام هذا الاسم، كما استخدم بعضُهم لفظَ فيزياء سجعًا مع لفظ كيمياء. والآن لفظ فيزيقا لم يعد يستعمل وبقي لفظ فيزياء هو المستخدم، وقد عُرِّب أيضاً من علم الطبيعة إلى طبيعياء، سجعاً مع لفظ فيزياء ولفظ كيمياء.

## التاريخ

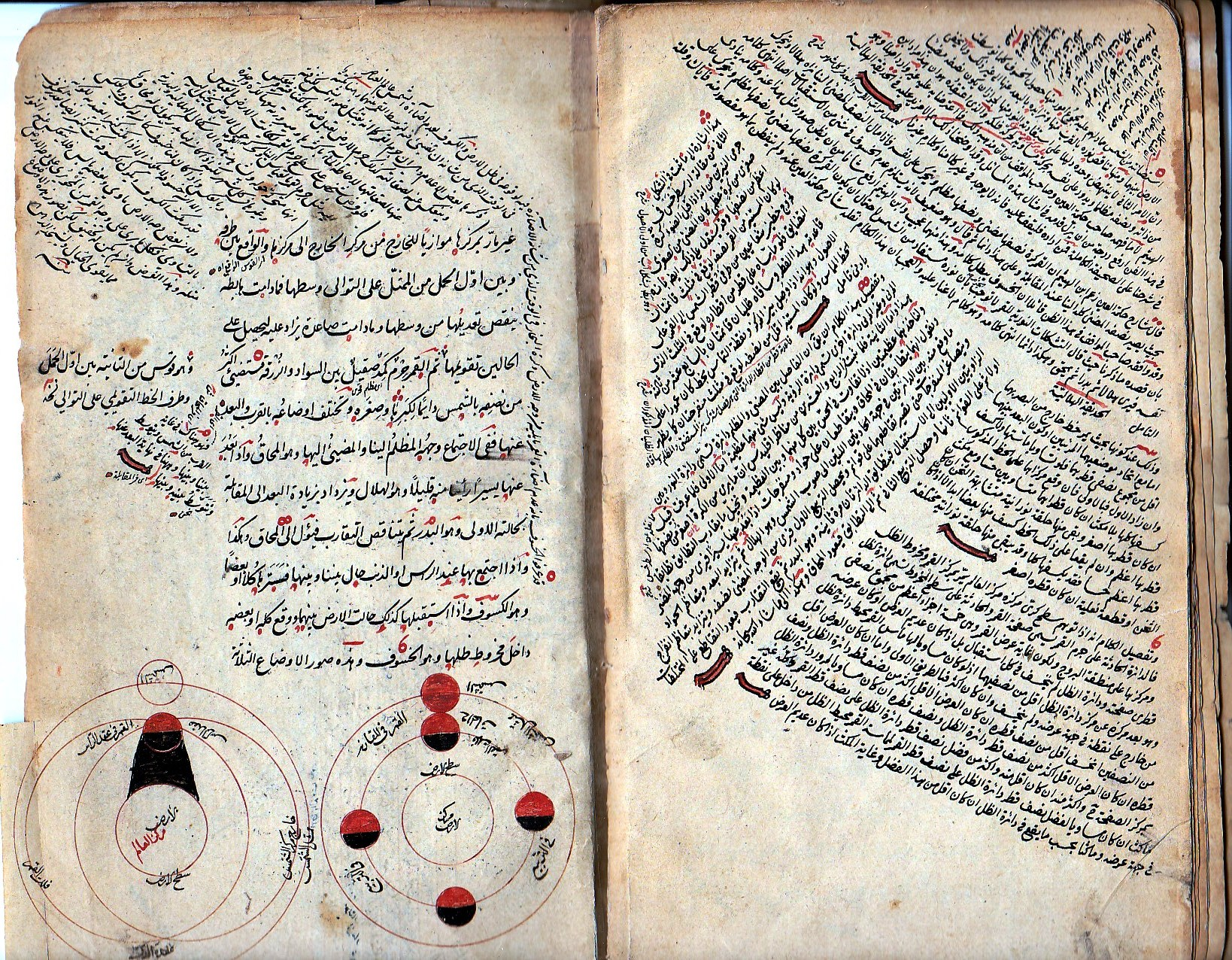
مخطوطة لكتاب عربي في علم الفلك يوضح منازل القمر حول كوكب الأرض.

### علم الفلك القديم

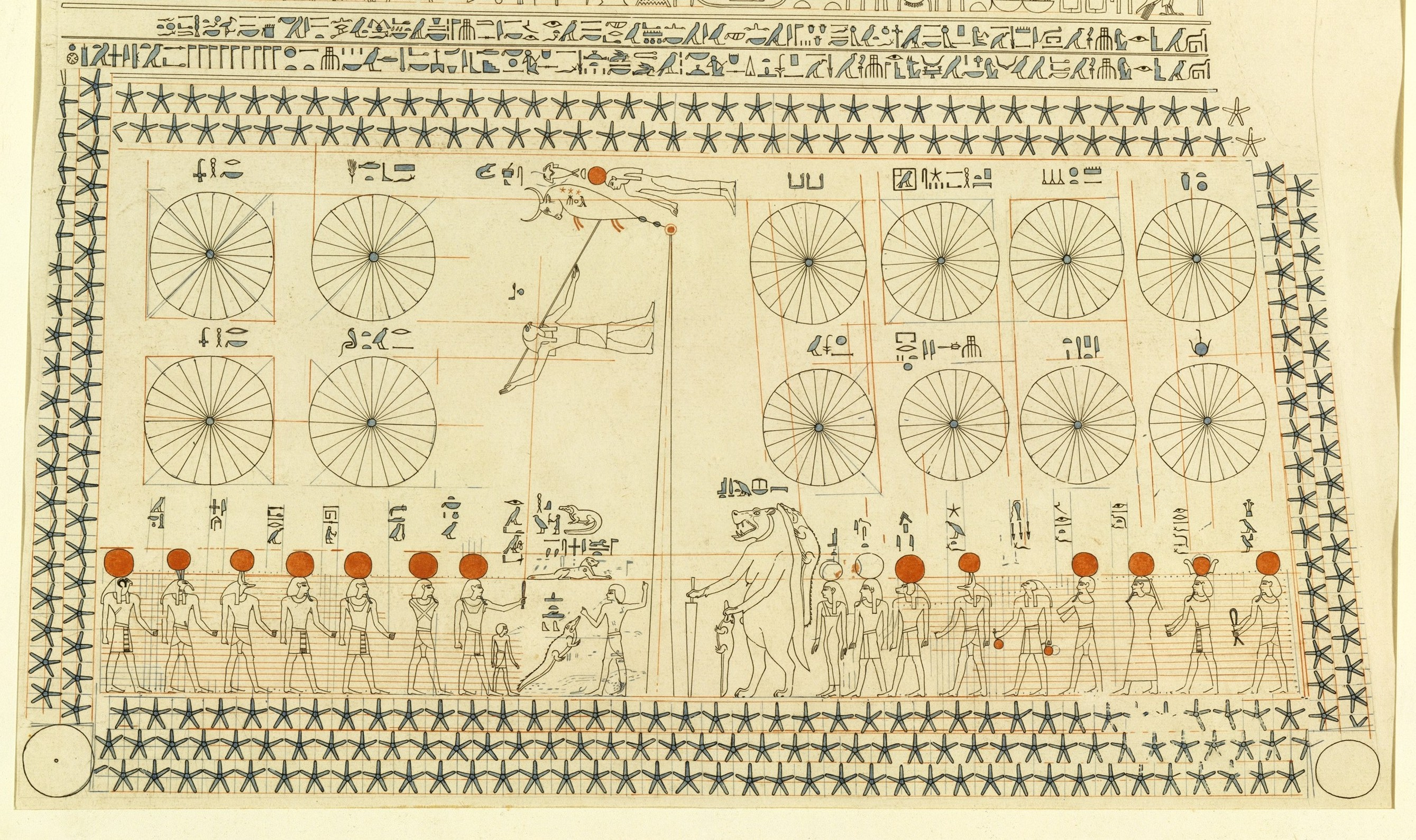
يتضح علم الفلك المصري القديم في آثار مثل سقف قبر سينيموت من الأسرة الثامنة عشرة لمصر.

علم الفلك هو واحد من أقدم العلوم الطبيعية. كانت الحضارات المبكرة التي يعود تاريخها إلى ما قبل 3000 سنة قبل الميلاد، مثل السومريين والمصريين القدماء وحضارة وادي السند، لديهم معرفة تنبؤية وفهم أساسي لحركات الشمس والقمر والنجوم. كانت النجوم والكواكب تعبد في كثير من الأحيان، ويعتقد أنها تمثل آلهة. في حين أن التفسيرات للمواقف المرصودة للنجوم كانت في كثير من الأحيان غير علمية وتفتقر إلى الأدلة، وضعت هذه الملاحظات المبكرة الأساس لعلم الفلك في وقت لاحق، فقد عُثِر على النجوم لاجتياز دوائر كبيرة عبر السماء، والتي لم تفسر مدارات الكواكب.
وفقًا لآسغر آبو، يمكن العثور على أصول علم الفلك الغربي في بلاد ما بين النهرين، وكل الجهود الغربية في العلوم الدقيقة تنحدر من علم الفلك البابلي المتأخر. ترك علماء الفلك المصريون آثارًا تُظهر معرفة الأبراج وحركات الأجرام السماوية، في حين كتب الشاعر اليوناني هوميروس العديد من الأجرام السماوية في كتابه «الإلياذة» و«الأوديسة»؛ في وقت لاحق قدم علماء الفلك اليوناني أسماء، والتي لا تزال تستخدم حتى اليوم، بالنسبة لمعظم الأبراج المرئية من نصف الكرة الشمالي.

### الفلسفة الطبيعية
تعود أصول الفلسفة الطبيعية إلى اليونان خلال العصر القديم (650 قبل الميلاد - 480 قبل الميلاد)، عندما رفض فلاسفة ما قبل سقراط مثل تاليس تفسيرات غير طبيعية للظواهر الطبيعية وأعلنوا أن كل حدث له سبب طبيعي. اقترحوا أفكارًا يمكن التحقق منها عن طريق العقل والملاحظة، وأثبتت العديد من فرضياتها نجاحها في التجربة؛ على سبيل المثال، عُثِر على المذهب الذري الصحيح قرابة 2000 سنة بعد أن اقترحه ليوكيبوس وتلميذه ديموقريطوس.

### الفيزياء في العصور الوسطى الأوروبية والعالم الإسلامي

الطريقة الأساسية لعمل الكاميرا ذات الثقب.

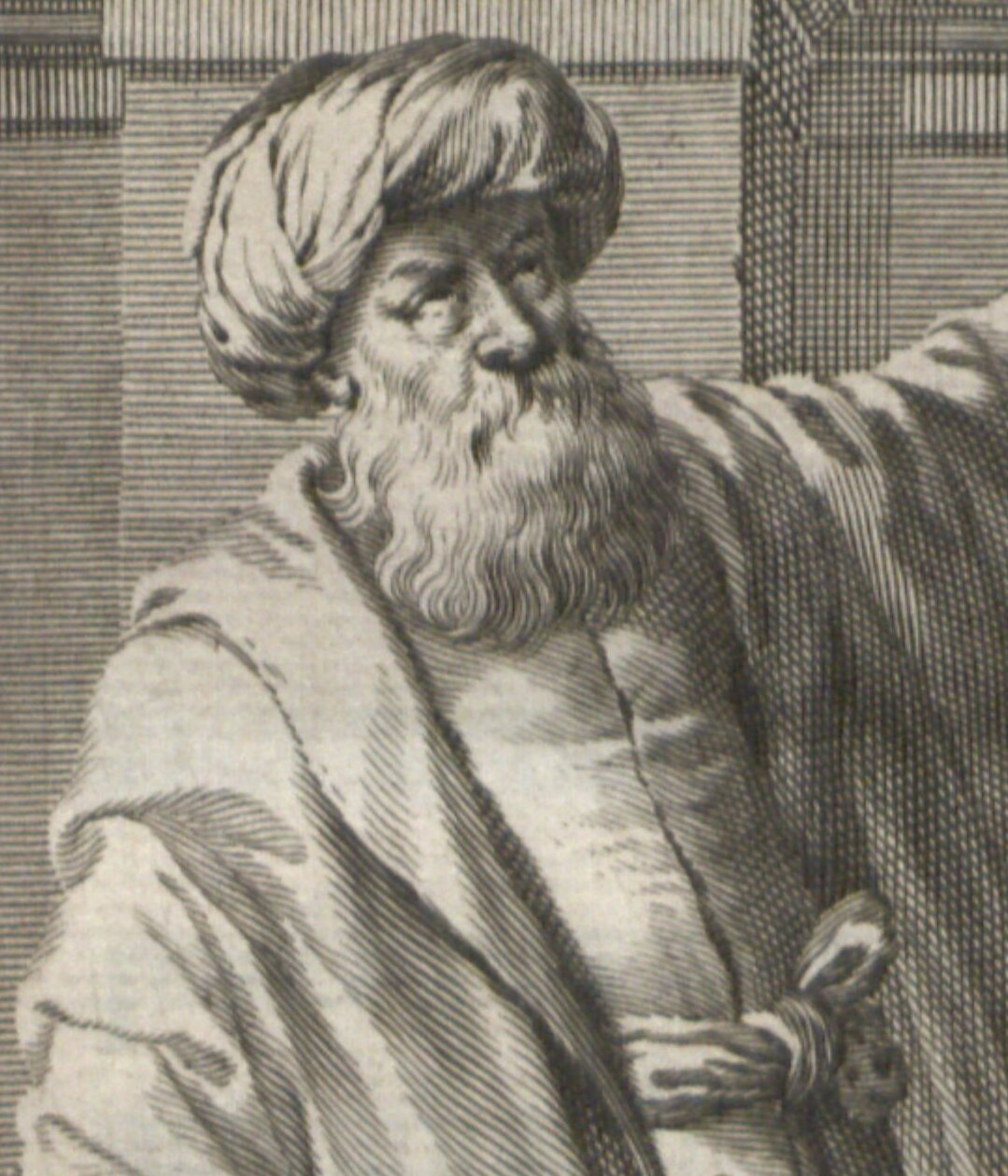
ابن الهيثم، مؤلف كتاب البصريات وصاحب تجارب الكاميرا المظلمة.

سقطت الإمبراطورية الرومانية الغربية في القرن الخامس، مما أدى إلى انخفاض المساعي الفكرية في الجزء الغربي من أوروبا. على النقيض من ذلك، قاومت الإمبراطورية الرومانية الشرقية (المعروفة أيضًا باسم الإمبراطورية البيزنطية) هجمات البرابرة، واستمرت في تقدم مجالات التعليم المختلفة، بما في ذلك الفيزياء.
في القرن السادس عشر، أنشأ إيزيدور ميليتوس مجموعة مهمة من أعمال أرخميدس التي نُسخِت من طرسية أرخميدس.
في القرن السادس عشر، تساءل جون فيلوبونوس، وهو عالم بيزنطي، عن تعاليم أرسطو للفيزياء وأشار إلى عيوبها. قدم نظرية الزخم. لم تفحص فيزياء أرسطو حتى ظهر جون فيلوبونوس، وعلى عكس أرسطو الذي بنى فيزياءه على الحجة اللفظية، اعتمد فيلوبونس على الملاحظة. في فيزياء أرسطو كتب جون فيلوبونوس:
كان نقد جون فيلوبونوس لمبادئ الفيزياء الأرسطية بمثابة مصدر إلهام لغاليليو غاليلي بعد عشرة قرون،(4) خلال الثورة العلمية. استشهد غاليليو بفيلوبونوس بشكل كبير في أعماله عندما جادل بأن الفيزياء الأرسطية كانت معيبة. في القرن الثالث عشر الميلادي، طوّر جان بوريدان، وهو مدرس في كلية الآداب بجامعة باريس، مفهوم الزخم. لقد كانت خطوة نحو الأفكار الحديثة عن الجمود والزخم.
ورث علماء العصر الإسلامي الفيزياء الأرسطية من الإغريق وخلال العصر الذهبي الإسلامي طورتها أكثر، خاصة مع التركيز على الملاحظة والتفكير المسبق، وتطوير أشكال مبكرة من المنهج العلمي.
كانت أبرز الابتكارات في مجال البصريات والرؤية، والتي جاءت من أعمال العديد من العلماء مثل ابن سهل والكندي وابن الهيثم وكمال الدين الفارسي وابن سينا. كان العمل الأكثر بروزًا هو كتاب البصريات، الذي كتبه ابن الهيثم، والذي دحض فيه بشكل قاطع الفكرة اليونانية القديمة عن الرؤية، لكنه توصل أيضًا إلى نظرية جديدة. في الكتاب، قدم دراسة لظاهرة الكاميرا المظلمة (نسخة عمرها ألف سنة من الكاميرا ذات الثقب) وتعمق أكثر في الطريقة التي تعمل بها العين نفسها. باستخدام التشريح ومعرفة العلماء السابقين، تمكن من البدء في شرح كيف يدخل الضوء إلى العين. أكد أن أشعة الضوء مركّزة، لكن التفسير الفعلي لكيفية إضاءة الضوء المرتقب على الجزء الخلفي من العين كان ينتظر حتى عام 1604. وقد أوضحت أطروحته على ضوء الكاميرا المظلمة، قبل مئات السنين من التطور الحديث للتصوير الفوتوغرافي.
أثر كتاب البصريات المؤلف من سبعة مجلدات بشكل كبير على التفكير عبر تخصصات من نظرية الإدراك البصري إلى طبيعة المنظور في فن العصور الوسطى، في كل من الشرق والغرب، لأكثر من 600 عام. كان العديد من العلماء الأوروبيين في وقت لاحق وزملائه من الذين كانوا يمتلكون الموهبة الرياضية، من روبرت جروسيتيست وليوناردو دافنشي إلى رينيه ديكارت ويوهانز كيبلر وإسحاق نيوتن، في دَينهِ. في الواقع، فإن تأثير ابن الهيثم للبصريات يصنف إلى جانب تأثير نيوتن الذي يحمل نفس العنوان، والذي نُشِر بعد 700 عام.
كان لترجمة كتاب البصريات تأثير كبير على أوروبا. حيث ساهم في تمكن العلماء الأوروبيون لاحقًا من بناء أجهزة طورت بناء على الأجهزة التي أنشأها ابن الهيثم، كما ساهم أيضا في فهم طريقة عمل الضوء. الشيء الذي ساعد على تطوير أدوات مهمة مثل النظارات والعدسات المكبرة والالمقاريب والآلات التصوير.

### تاريخ الفيزياء التقليدية
أصبحت الفيزياء علمًا منفصلاً عندما استخدم الأوروبيون الحديثون الأوائل الأساليب التجريبية والكمية لاكتشاف ما يُعتبر الآن قوانين الفيزياء.
تشمل التطورات الرئيسية في هذه الفترة الاستعاضة عن نموذج مركز الأرض للنظام الشمسي بنموذج كوبرنيكوس الشمسي، والقوانين التي تحكم حركة الهيئات الكوكبية التي حددها يوهانس كيبلر بين عامي 1609 و1619، والعمل الرائد في مجال المقاريب وعلم الفلك الرصدي بواسطة غاليليو غاليلي في القرنين السادس عشر والسابع عشر، واكتشاف إسحاق نيوتن وتوحيد قوانين الحركة والجاذبية العالمية التي ستحمل اسمه. طور نيوتن أيضا حساب التفاضل والتكامل، الدراسة الرياضية للتغيير، والتي قدمت أساليب رياضية جديدة لحل المسائل الفيزيائية.
نتج اكتشاف قوانين جديدة في الديناميكا الحرارية والكيمياء والكهرطيسية عن جهود بحثية أكبر خلال الثورة الصناعية مع زيادة احتياجات الطاقة. تظل القوانين التي تضم الفيزياء التقليدية مستخدمة على نطاق واسع جدًا للكائنات ذات المقاييس اليومية التي تنتقل بسرعات غير نسبية، نظرًا لأنها توفر تقريبًا وثيقًا للغاية في مثل هذه الحالات، كما أن النظريات مثل ميكانيكا الكم ونظرية النسبية تبسط إلى نظيراتها التقليدية عند هذا الحد. ومع ذلك، أدت عدم الدقة في الميكانيكا التقليدية للأجسام الصغيرة جدًا والسرعات العالية جدًا إلى تطور الفيزياء الحديثة في القرن العشرين.

### تاريخ الفيزياء الحديثة
بدأت الفيزياء الحديثة في أوائل القرن العشرين بعمل ماكس بلانك في نظرية الكم ونظرية النسبية لألبرت أينشتاين. كل من هذه النظريات جاءت بسبب عدم الدقة في الميكانيكا الكلاسيكية في بعض الحالات. تنبأت الميكانيكا الكلاسيكية بسرعة متفاوتة من الضوء، والتي لا يمكن حلها بالسرعة الثابتة التي تتنبأ بها معادلات ماكسويل الكهرطيسية؛ صُحح هذا التناقض من خلال نظرية النسبية الخاصة لآينشتاين، والتي حلت محل الميكانيكا الكلاسيكية للأجسام سريعة الحركة والسماح لسرعة ثابتة من الضوء. قدمت إشعاعات الجسم الأسود مشكلة أخرى للفيزياء الكلاسيكية، والتي صُححت عندما اقترح بلانك أن إثارة مذبذبات المواد غير ممكن إلا في خطوات منفصلة تتناسب مع ترددها؛ هذا، إلى جانب التأثير الكهروضوئي ونظرية كاملة تتنبأ بمستويات الطاقة المنفصلة للمدارات الإلكترونية، أدى إلى نظرية ميكانيكا الكم التي تولت من الفيزياء الكلاسيكية بمقاييس صغيرة للغاية.
سيأتي دور ميكانيكا الكم بواسطة فيرنر هايزنبرغ، إرفين شرودنغر وبول ديراك. من هذا العمل المبكر، والعمل في المجالات ذات الصلة، اُشتق النموذج القياسي لفيزياء الجسيمات. بعد اكتشاف جسيم له خصائص تتوافق مع بوزون هيجز في سيرن في عام 2012، يبدو أن جميع الجزيئات الأساسية التي تنبأ بها النموذج القياسي، وليس غيرها، موجودة؛ ومع ذلك، فإن الفيزياء خارج النموذج القياسي، مع نظريات مثل التناظر الفائق، هي مجال نشط للبحث. مجالات الرياضيات بشكل عام مهمة في هذا المجال، مثل دراسة الاحتمالات والمجموعات.

## فلسفة الفيزياء

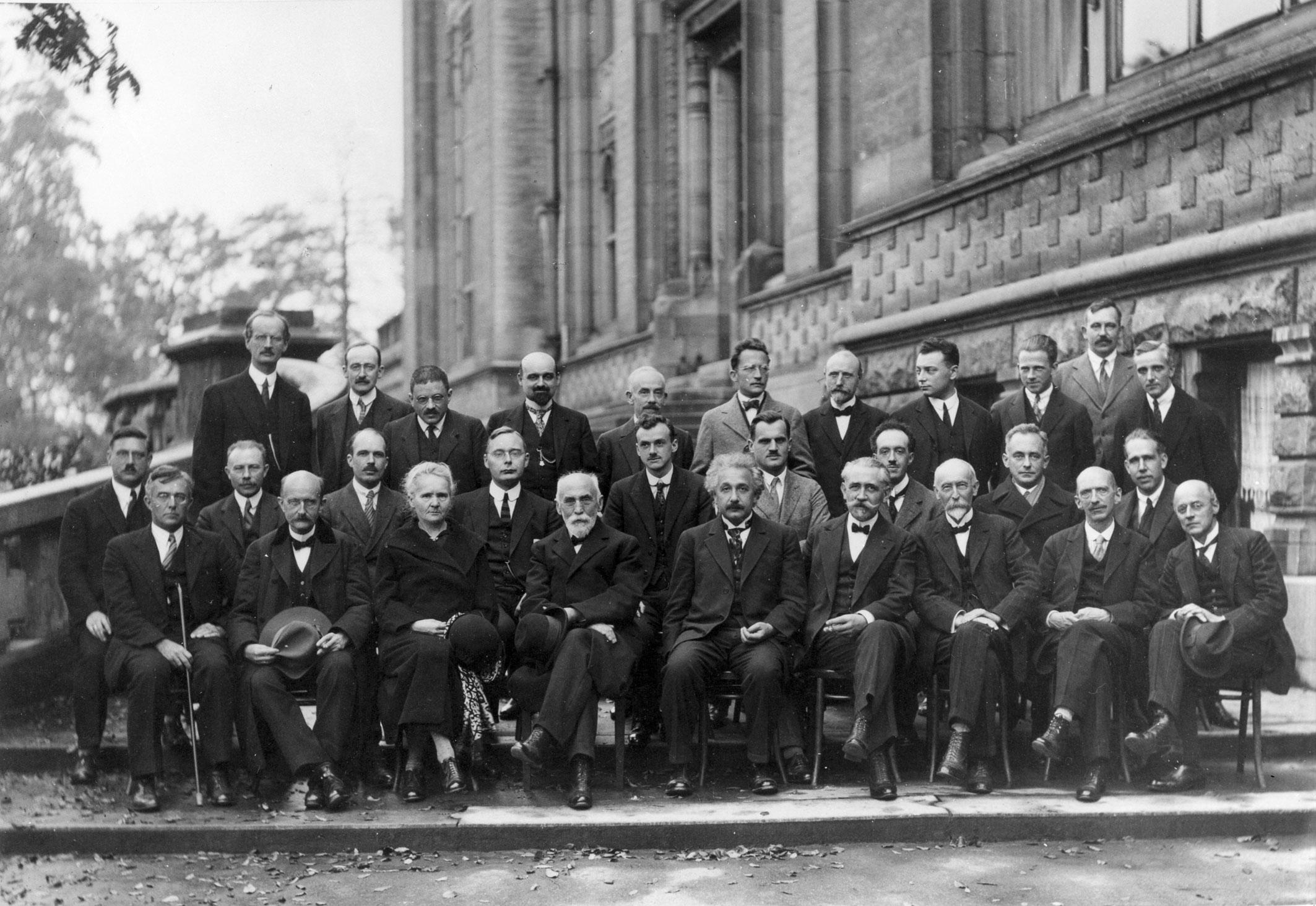
مؤتمر سولفاي لعام 1927، مع علماء الفيزياء البارزين مثل ألبرت أينشتاين، فيرنر هايزنبرغ، ماكس بلانك، هندريك لورنتز، نيلز بور، ماري كوري، إرفين شرودنغر وبول ديراك.

في نواح كثيرة، تنبع الفيزياء من الفلسفة اليونانية القديمة. من محاولة طاليس الأولى لتوصيف المادة، إلى ديموقريطوس، وعلم الفلك البطلمي الخاص بمركزية الأرض، وكتاب فيزياء أرسطو (كتاب مبكر عن الفيزياء، والذي حاول تحليل وتحديد الحركة من وجهة نظر فلسفية)، قدم العديد من الفلاسفة اليونانيين نظرياتهم الخاصة للطبيعة. عرفت الفيزياء بالفلسفة الطبيعية حتى أواخر القرن الثامن عشر.
بحلول القرن التاسع عشر، أصبحت الفيزياء تخصصًا متميزًا عن الفلسفة والعلوم الأخرى. تعتمد الفيزياء، كما هو الحال مع بقية العلوم، على فلسفة العلوم و«طريقتها العلمية» لتعزيز معرفتنا بالعالم المادي. توظف الطريقة العلمية المنطق المسبق وكذلك المنطق الخلفي واستخدام الاستدلال البايزي لقياس صحة نظرية ما.
لقد أجاب تطور الفيزياء عن العديد من أسئلة الفلاسفة الأوائل، ولكنه أثار أيضًا أسئلة جديدة. تتضمن دراسة المسائل الفلسفية المحيطة بالفيزياء، وفلسفة الفيزياء، قضايا مثل طبيعة المكان والزمان، والحتمية، والتوقعات الميتافيزيقية مثل التجريبية، والواقعية.
كتب العديد من علماء الفيزياء عن الآثار الفلسفية لعملهم، على سبيل المثال لابلاس، الذي دافع عن الحتمية السببية، وإرفين شرودنغر، الذي كتب عن ميكانيكا الكم. كان الفيزيائي الرياضي روجر بنروز قد أطلق عليه ستيفن هوكينج، وهو رأي يناقشه بينروز في كتابه «الطريق إلى الواقع». أشار هوكينج إلى نفسه على أنه «مختزل لا يخجل» وأثار مشكلة بينروز.

## المجالات الأساسية

المجالات الأساسية في الفيزياء

بينما تعمل الفيزياء على تفسير القوانين الطبيعة بوجه عام تفسر كل نظرية منها مجالا محصورا. فمثلا نجد أن قوانين الميكانيكا الكلاسيكية تصف بدقة أنظمة يكون حجمها أكبر من الذرة وتكون السرعات فيها أقل بكثير عن سرعة الضوء. أما خارج تلك الحدود فنجد أن المشاهدة لا تتطابق مع الحسابات.
وساهم ألبرت أينشتاين بصياغته النسبية الخاصة عام 1905 التي تبين عدم وجود مكان مطلقا أو زمن مطلق وربطت بين الاثنين فيما يسمى الزمكان للأنظمة التي تكون السرعات فيها قريبة من سرعة الضوء (300.000 كيلومتر في الثانية). ثم جاءت أعمال ماكس بلانك وإرفين شرودنغر، وفرنر هايزنبرج وأدخلت ميكانيكا الكم، وهي تصف احتمالات تفاعلات الجسيمات تحت الذرية واستطاعت أن تعطي وصفا دقيقا للطبيعة للذرة وطبيعة الجسيمات الأولية.
وبعد ذلك وحدت نظرية الحقل الكمومي بين ميكانيكا الكم ونظرية النسبية الخاصة. وتصف نظرية النسبية العامة (عام 1915) الحركة في زمكان منحني وهي تصف بدقة الأنظمة الكبيرة الكتلة على مستوي النجوم والمجرات في الكون.
ولم ينجح حتى الآن ربط نظرية النسبية العامة مع النظريات الأخرى، ولكن العلماء يعملون على هذا الطريق أي ربط النسبية العامة (وهي نظرية الأنظمة الكبيرة جدا) مع نظرية الكم (وهي النظرية التي تصف الأنظمة الذرية وتحت الذرية) وتوجد حاليا عدة نظريات مقترحة للجاذبية الكمومية ولكن الأمر لم يفصل بعد.

### الفيزياء التقليدية

يبين هذا الشكل تحلل الضوء المار خلال المنشور.

تشمل الفيزياء التقليدية الفروع والمواضيع التقليدية التي اُعترِف بها وطورت تطويراً جيدًا قبل بداية القرن العشرين (الميكانيكا التقليدية، الصوتيات، البصريات، الديناميكا الحرارية، والكهرطيسية). تهتم الميكانيكا التقليدية بالأجسام التي تعمل بواسطة القوى والأجسام المتحركة ويمكن تقسيمها إلى السكونيات (دراسة القوى على الجسم أو الهيئات التي لا تخضع لتسارع)، علم الحركة (دراسة الحركة دون النظر إلى أسبابها)، وعلم التحريك (دراسة الحركة والقوى التي تؤثر عليه)؛ يمكن أيضًا تقسيم الميكانيكا إلى ميكانيكا صلبة وميكانيكا الموائع (المعروفة معًا باسم ميكانيكا الاستمرارية)، وتشمل هذه الأخيرة فروعًا مثل الالموائع الساكنة، وهيدروديناميكا الماء، والديناميكا الهوائية، والهوائيات. الصوتيات هي دراسة كيفية إنتاج الصوت والتحكم فيه ونقله واستقباله. تشمل الفروع الحديثة المهمة للصوتيات الموجات فوق الصوتية ودراسة الموجات الصوتية عالية التردد التي تتجاوز نطاق السمع البشري؛ الصوتيات الحيوية، فيزياء المكالمات والسمع الحيوانية، والصوتيات الكهربائية، والتلاعب بالموجات الصوتية المسموعة باستخدام الإلكترونيات.
علم البصريات، والذي يختص بدراسة الضوء، لا يتعلق فقط بالضوء المرئي ولكن أيضًا بالأشعة تحت الحمراء والأشعة فوق البنفسجية، والتي تظهر جميع ظواهر الضوء المرئي باستثناء الرؤية، على سبيل المثال، الانعكاس، الانكسار، التداخل، الحيود، التشتت، واستقطاب الضوء. الحرارة هي شكل من أشكال الطاقة، الطاقة الداخلية التي تمتلكها الجزيئات التي تتكون منها المادة؛ الديناميكا الحرارية تتعامل مع العلاقات بين الحرارة وغيرها من أشكال الطاقة. تمت دراسة الكهرباء والمغناطيسية كفرع واحد للفيزياء منذ اكتشاف العلاقة الوطيدة بينهما في أوائل القرن التاسع عشر؛ ينتج عن التيار الكهربائي مجال مغناطيسي، ويحدث المجال المغناطيسي المتغير تيارًا كهربائيًا. تتعامل الإلكتروستاتيات مع الشحنات الكهربية أثناء السكون، والديناميكا الكهربائية ذات الشحنات المتحركة، والكهرباء المغناطيسية مع الأقطاب المغناطيسية الباقي.

#### الميكانيكا التقليدية

صورة لبندول نيوتن وهو نظام يوضح مفهوما أساسيا في الميكانيكا التقليدية يتمثل في مبدئ حفظ زخم الحركة والطاقة.

تصف الميكانيكا التقليدية القوى التي تؤثر على حالة الأجسام المادية وحركتها. وغالبا ما يشار إليها باسم «المِيكانيكا النيُوتُنية» نسبة إلى إسحاق نيوتن وقوانينه في الحركة. تتفرع الميكانيكا التقليدية إلى؛ السكونيات أو «الإستاتيكا» وهو يصف الأجسام ساكنة وشروط توازنها، وعلم الحركة أو «الكينماتيكا» وهو يهتم بوصف حركة الأجسام دون النظر إلى مسبباتها، وعلم التحريك أو «الديناميكا» الذي يدرس حركة الأجسام وماهية القوى المسببة لها. تقوم الميكانيكا التقليدية بشكل أولي على افتراض أن الجسم المادي المراد دراسته يكون صلبًا وفي شكل نقطة (أي أن الأبعاد بين النقاط المكونة للجسم لا تتغير مع الزمن). وتتولى على صعيد آخر، الميكانيكا الاستمرارية وصف المادة المتصلة والمستمرة مثل الأجسام الصلبة والسائلة والغازية، وهي تنقسم بدورها إلى قسمين؛ ميكانيكا المواد الصلبة وميكانيكا الموائع. وتدرس ميكانيكا المواد الصلبة سلوك هذه الأجسام أمام عوامل عديدة مثل الضغط وتغير درجة الحرارة والتذبذب، وغيرها. فيما تدرس ميكانيكا الموائع فيزيائية السوائل والغازات، وهي تتناول مواضيع كثيرة منها توازن السوائل في علم سكون الموائع، وتدفقها في جريان الموائع، وحركة الغازات وانتشارها إلى جانب تأثيرها على السطوح والأجسام المتحركة في الديناميكا الهوائية.
أحد المفاهيم الهامة في الميكانيكا التقليدية هي مبادئ حفظ زخم الحركة والطاقة، وقد دفع هذا الأمر إلى إعادة الصياغة الرياضية لقوانين نيوتن للحركة في ميكانيكا لاجرانج وميكانيكا هاملتون باعتماد هذه المبدئ. وتقف الصياغتان الميكانيكية في وصف سلوك الأجسام على نفس المقدار من الدقة، ولكن بطريقة مستقلة عن منظومة القوى المسلطة عليها والتي تكون بعض الأحيان غير عملية في تشكيل معادلات الحركة.
تعطينا الميكانيكا التقليدية نتائج وتنبوات رقمية ذات دقة عالية، تتماشى مع المشاهدة، وذلك بنسبة لأنظمة ذات أبعاد عادية وضمن مجال سرعات تقل بكثير عن سرعة الضوء. أما عندما تكون الأجسام موضع الدراسة جسيمات أولية أو أن سرعتها عالية، تكاد تقارب من سرعة الضوء، فهنا تحل محل الميكانيكا التقليدية تباعا الميكانيكا الكمومية والميكانيكا النسبية. ومع ذلك تجد الميكانيكا التقليدية مجالا لتطبيقها في وصف سلوك أنظمة دقيقة، فعلى سبيل المثال في النظرية الحركية للغازات وضغط الغاز تسري القوانين التي تحكم حركة أجسام ذات حجم العادي على الجزيئات المكونة للغازات وهو ما يُمَكن من استنتاج خصائص عيانية مثل درجة الحرارة والضغط والحجم. وفي أنظمة عالية التعقيد يمكن فيها لتغييرات طفيفة أن تنتج آثارًا كبيرة (مثل الغلاف الجوي أو مسألة الأجسام الثلاثة) تصير قدرة معادلات الميكانيكا التقليدية على التنبئ محدودة. وتختص بدراسة هذه الأنظمة، التي توصف بأنها لاخطية، نظرية الشواش.
أوجدت قوانين الميكانيكا التقليدية نظرة موحدة وشاملة لظواهر طبيعية قد تبدو ظاهريًا غير متصلة، مثل وقوع تفاحة من غصن شجرة أو دوران القمر حول الأرض. فعلى سبيل المثال؛ قوانين كيبلر لحركة الكواكب، أو السرعة التي يجب أن يبلغها صاروخ للتحرر من حقل الجاذبية الأرضية (سرعة الإفلات)، يمكن استنتاجهما رياضيًا من قانون نيوتن العام للجاذبية. وقد ساهمت هذه الفكرة ومفادها أن التوصل لقوانين كليّة يمكنها وصف الظواهر الكونية على اختلافها أمر ممكن، إلى بروز الميكانيكا التقليدية عنصراً هاماً في الثورة العلمية وذلك خلال القرنين السابع والثامن عشر.

##### قوانين نيوتن في الحركة
تعد قوانين نيوتن في الحركة أحد أهم قوانين وأساس الميكانيكا التقليدية، وهي عبارة عن ثلاثة قوانين وتربط هذه القوانين القوى المؤثرة على الجسم وحركته. وضعها إسحاق نيوتن ليصف حركة الأجسام والعديد من الظواهر الفيزيائية. يصف قانون نيوتن الأول على أنه إذا كانت القوة المحصلة (المجموع الاتجاهي للقوى المؤثرة على الجسم) تساوي صفر، فإن سرعة الجسم تكون ثابتة. تعتبر السرعة كمية متجهة يُعبَّر عنها بمقدار هو سرعة الجسم واتجاه هو اتجاه حركة الجسم. عندما نقول أن سرعة الجسم ثابتة فإننا نعني أن كلا من المقدار والاتجاه ثابتين. ويمكن وصفه رياضيا:
{\displaystyle \sum \mathbf {F} =0\;\Leftrightarrow \;{\frac {\mathrm {d} \mathbf {v} }{\mathrm {d} t}}=0.}
أما قانون نيوتن الثاني فينص على، إذا أثرت قوة على جسم ما فإنها تكسبه تسارعاً، يتناسب طردياً مع قوته وعكسياً مع كتلته. يمكن التعبير عن القانون الثاني باستخدام تسارع الجسم. يُطبَّق القانون الثاني على الأنظمة ثابتة الكتلة لذا فإن m تكون كمية ثابتة وبالتالي لا تدخل في نطاق عملية التفاضل طبقا لنظرية المعامل الثابت في التفاضل:
{\displaystyle \mathbf {F} ={\frac {\mathrm {d} (m\mathbf {v} )}{\mathrm {d} t}}=m\,{\frac {\,\mathrm {d} \mathbf {v} \,}{\mathrm {d} t}}=m\mathbf {a} ,}
حيث F هي القوة المحصلة، m هي كتلة الجسم وa هي تسارع الجسم. القوة المؤثرة على الجسم ينتج عنها تسارع في حركة الجسم ويمكن التعبير عنها أيضا أنه إذا كان الجسم في حالة تسارع فإنه يؤثر عليه قوة.
وأخيرا قانون نيوتن الثالث ينص على أن لكل (قوة) فعل (قوة) رد فعل، مساوٍ له في المقدار ومعاكس له في الاتجاه. القانون الثالث ينص على أن جميع القوى بين جسمين تكون متساوية في المقدار ومتضادة في الاتجاه: إذا وجد جسم A يؤثر بقوة FA لجسم آخر B يؤثر بقوة FB على الجسم A والقوتين متساويتان في المقدار ومتضادتان في الاتجاه
FA = −FB.

#### الكهرطيسية

وفقًا لقانون أمبير، يولِّد التيار الكهربائي مجالًا مغناطيسيًا.

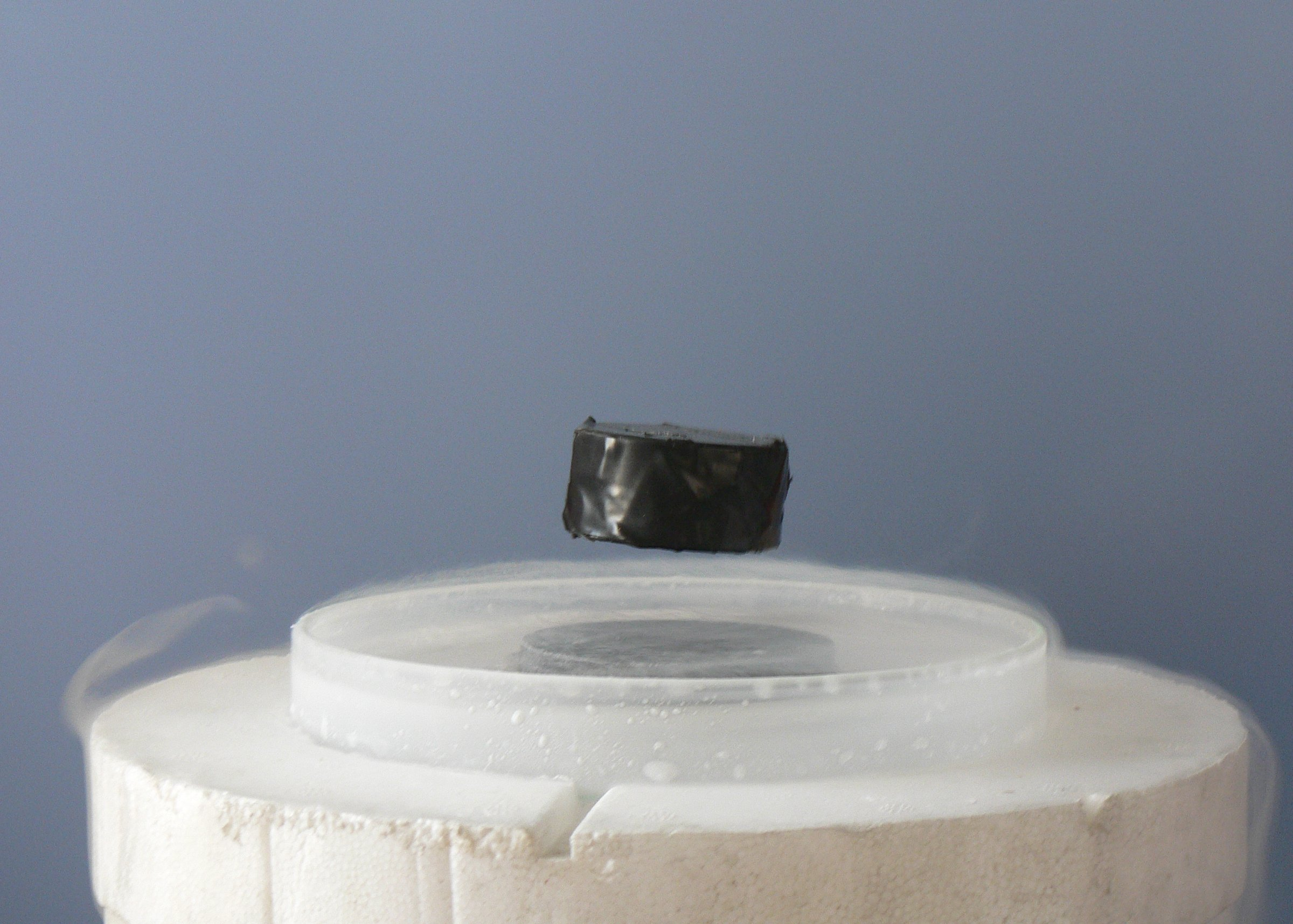
مغناطيس يسبح في الفضاء فوق موصل فائق، مظهرًا مفعول ميسنر.

معادلات ماكسويل التي توحد كلّا من النظرية الكهربائية والمغناطيسية.

تدرس الكهرطيسية التأثيرات التي تحصل بين الجسيمات المشحونة وبين المجالات الكهربائية والمجالات المغناطيسية. ويمكن تقسيم الكهرطيسية إلى؛ كهرباء ساكنة أو «إلكتروستاتيكا» وهي تدرس الشحنات والمجالات الكهربائية الساكنة، و«إلكتروديناميكا» وهو يصف التفاعل بين الشحنات المتحركة والإشعاع الكهرطيسي. ومع أن المعرفة بالكهرباء والمغناطيسية تطورت منذ القدم بشكل منفصل، فقد توصلت النظرية التقليدية للكهرطيسية، خلال القرنين الثامن والتاسع عشر، إلى تحديد العلاقة بين الظاهرتين من خلال قانون لورنتز ومعادلات ماكسويل. فقد تمكن ماكسويل من خلال اشتقاقه لأربعة معادلات تفاضلية من وصف الموجات الكهرطيسية وفهم الطبيعة الموجية للضوء.
تهتم الكهرباء الساكنة بدراسة الظواهر المرتبطة بالأجسام المشحونة في حالة السكون، والقوى التي توجهها على بعضها البعض كما يصفها قانون كولوم. ويمكن تحليل سلوك هذه الأجسام من تجاذب أو تنافر من خلال معرفة القطبية والمجال الكهربائي المحيط بها، حيث يكون متناسباً مع مقدار الشحنة والأبعاد التي تفصلها. للكهرباء الساكنة عدة تطبيقات، بدءاً من تحليل الظواهر الكهرطيسية مثل العواصف الرعدية إلى المكثفات التي تستعمل الهندسة الكهربائية.
وعندما تتحرك الأجسام المشحونة كهربيًا في مجال كهرطيسي فإنها تنتج مجالاً مغناطيسياً يحيط بها فتختص الديناميكا الكهربائية بوصف الأثار التي تنتج عن ذلك من مغناطيسية وإشعاع كهرطيسي وتحريض كهرطيسي. وتنطوي هذه المواضيع ضمن ما يعرف بالديناميكا الكهربائية التقليدية، حيث تشرح معادلات ماكسويل هذه الظواهر بطريقة جيدة وعامة، وتؤدي هذه النظريات إلى تطبيقات مهمة ومنها المولدات الكهربائية والمحركات الكهربائية. وفي العشرينيات من القرن العشرين، ظهرت نظرية الديناميكا الكهربائية الكمومية وهي تتضمن قوانين ميكانيكا الكم، وتصف التفاعل بين الإشعاع الكهرطيسي والمادة عن طريق تبادل الفوتونات. وهناك صياغة نسبية تقدم تصحيحات لحساب حركة الأجسام التي تسير بسرعات تقارب سرعة الضوء، والتي تظهر بشكل مباشر في معجلات الجسيمات والأنابيب الكهربائية التي تحمل فروق جهد وتيارات كهربائية عالية.
تعتبر القوى والظواهر الناجمة عن الكهرطيسية من أكثر الأمور المحسوسة في حياتنا اليومية بعد تلك التي تسببها الجاذبية. فعلى سبيل المثال، الضوء عبارة عن موجة كهرطيسية مرئية تشع من جسيمات مَشحونة ومُعَجلة، وتجد مبادئ الكهرطيسية إلى يومنا هذا العديد من التطبيقات التقنية والطبية، وما الأجهزة الكهربائية مثل الراديو، والمرناة، والهاتف، والقطارات المغناطيسية المعلقة، والألياف البصرية، وأجهزة الليزر إلا بضع أمثلة عن هذه التطبيقات التي صنعت تقدمًا نوعيًا في تاريخ البشرية.

#### الديناميكا الحرارية والميكانيكا الإحصائية

لتحويل جرام من الثلج، درجة حرارته درجة مئوية، إلى ماء سائل، في ظروف الضغط العادية، نحتاج إلى طاقة مقدارها حوالي سعرة حرارية (أي ما يعادل جول).

نظام التحريك الحراري المثالي -تنتقل الحرارة من ساخنة (غلاية) إلى باردة (مكثّف)- وينتج عنها شغل.

تختص الديناميكا الحرارية أو «الثرموديناميك» بدراسة انتقال الطاقة وتحولها في النّظم الفيزيائية، والعلاقة بين الحرارة والشغل والضغط والحجم. تقدم الديناميكا الحرارية التقليدية وصفا عيانيا لهذه الظواهر دون الخوض في التفاصيل مجهرية الكامنة ورائها. فيما تخوض الميكانيكا الإحصائية في تحليل السلوك المعقد للمكونات المجهرية (ذرات، جزيئات) وتستنج منها كَمِيًا الخصائص العيانية للنظام وذلك بواسطة طرق إحصائية. وضعت أسس الديناميكا الحرارية خلال القرنين الثامن والتاسع عشر، وذلك نتيجة للحاجة الملحة في زيادة كفاءة المحركات البخارية.
يتأسس فهم ديناميكية الطاقة والمتغيرات في نظام معين على أربعة مبادئ أساسية تسمى قوانين الديناميكا الحرارية. وتعمل معادلات الحالة على تحديد العلاقة بين نوعين من متغيرات العيانية التي تعرف حالة الأنظمة؛ متغيرات الامتداد مثل الكتلة والحجم والحرارة، ومتغيرات الشدّة مثل الكثافة ودرجة الحرارة والضغط والكمون الكيميائي. ويمكن من خلال قياس هذه المتغيرات التعرف إلى حالة التوازن أو التحول التلقائي في النظام.
ينص القانون الأول للديناميكا الحرارية على مبدئ حفظ الطاقة، وذلك بأن التغير في الطاقة الداخلية لنظام مغلق وساكن، يساوي كمية الطاقة المتبادلة مع الوسط الخارجي على شكل حرارة أو عمل. فيما ينص القانون الثاني على أن الحرارة لا يمكنها المرور بطريقة تلقائية من جسم ذي درجة حرارة منخفضة إلى آخر ذي درجة حرارة مرتفعة بدون الإتيان بشغل. وذلك يعني أنه من غير الممكن الحصول على شغل دون أن تفقد منه كمية على شكل الحرارة. وتوصل لهذين القانونين الفيزيائي الفرنسي سادي كارنو في بداية القرن التاسع عشر. وفي سنة 1865، أدخل الفيزيائي الألماني رودلف کلاوزیوس دالة الاعتلاج، ومن خلالها يصاغ القانون الثاني على أن «التحول التلقائي في نظام معين لا يمكن أن يتحقق بدون أن ترتفع هذه القيمة فيه وفيما حوله». يُعبر الاعتلاج، من وجهة نظر عيانية، على عدم إمكانية تسخير كل الطاقة في نظام ما للقيام بعمل ميكانيكي. وتصفها الميكانيكا الإحصائية على أنها قياس لحالة الفوضى للمكونات المجهرية للنظام من ذرات وجزيئات.
تتكتسي الديناميكا الحرارية أهمية كبرى في العديد من المجالات؛ في الكيمياء والهندسة الكيميائية وعلم الأحياء وإنتاج الطاقة والتبريد. فعلى سبيل المثال، يمكن للديناميكا الحرارية تفسير الأسباب التي تجعل بعض التفاعلات الكيميائية تحصل من تلقاء نفسها، فيما لا يمكن ذلك للبعض الآخر.

### الفيزياء الحديثة
تهتم الفيزياء التقليدية عمومًا بالمادة والطاقة على النطاق الطبيعي للمراقبة، بينما تهتم الكثير من أفرع الفيزياء الحديثة بسلوك المادة والطاقة في ظل الظروف القاسية أو على نطاق كبير جدًا أو صغير جدًا. على سبيل المثال، دراسات الفيزياء الذرية والنووية تهم على نطاق صغير يمكن من خلاله تحديد العناصر الكيميائية. فيزياء الجسيمات الأولية تكون على نطاق أصغر لأنها تهتم بأبسط وحدات المادة؛ يُعرف هذا الفرع من الفيزياء أيضًا باسم فيزياء الطاقة العالية بسبب الطاقات العالية للغاية اللازمة لإنتاج العديد من أنواع الجزيئات في مسرعات الجسيمات. على هذا المقياس، لم تعد المفاهيم العادية المنطقية للفضاء والوقت والمادة والطاقة صالحة.
تقدم نظريتان رئيسيتان للفيزياء الحديثة صورة مختلفة عن مفاهيم الفضاء والوقت والمادة عن تلك التي تقدمها الفيزياء التقليدية. تقارب الميكانيكا التقليدية الطبيعة باعتبارها مستمرة، في حين تهتم نظرية الكم بالطبيعة المنفصلة للعديد من الظواهر على المستوى الذري ودون الذري ومع الجوانب التكميلية للجزيئات والأمواج في وصف هذه الظواهر. تهتم نظرية النسبية بوصف الظواهر التي تحدث في إطار مرجعي يتحرك بالنسبة للمراقب؛ تتعلق نظرية النسبية الخاصة بالحركة في غياب حقول الجاذبية ونظرية النسبية العامة بالحركة وعلاقتها بالجاذبية. كلا نظرية الكم ونظرية النسبية تجد تطبيقات في جميع مجالات الفيزياء الحديثة.

#### النسبية

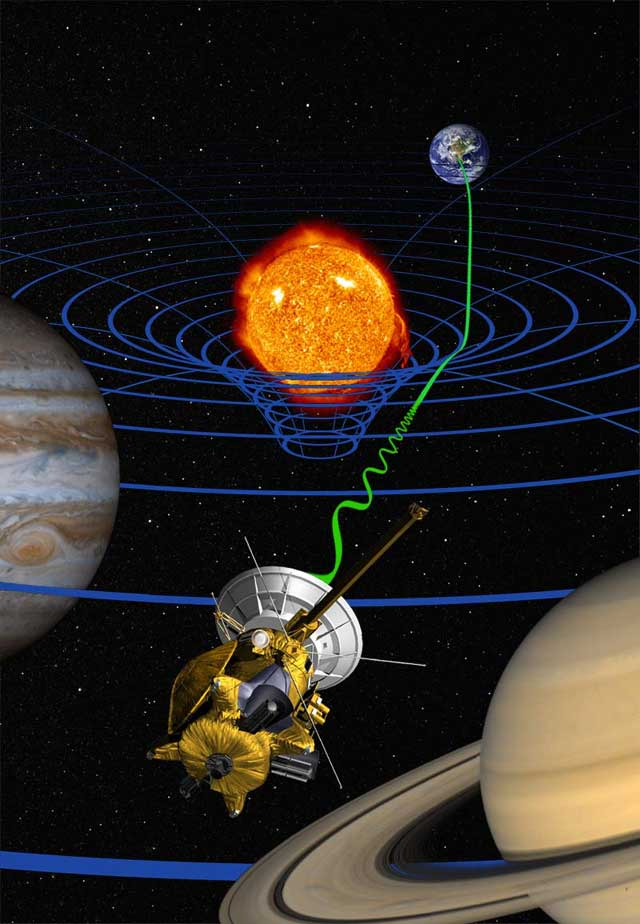
أحد أدق الاختبارات التي أجريت على نظرية النسبية العامة كانت من قبل المسبار الفضائي كاسيني-هايجنس، في 10 أكتوبر 2003: شعاع الراديو (باللون الأخضر) الذي أرسل من الأرض نحو المسبار وقع تأخيره، تحت تأثير الإنحناء الذي أحدثته جاذبية الشّمس في بنية الزمكان (باللون الأزرق)، وذلك بالمعدل الذي تنبأت به النظرية.

نظرية النسبية هي بنية رياضية أكثر عمومية من تلك التي تأسست عليها الميكانيكا التقليدية، وتصف حركة الأجسام بسرعات تقارب سرعة الضوء، أو أنظمة ذات كُتلٍ هائلة، وتشتمل على شقين هما نظرية النسبية الخاصة ونظرية النسبية العامة.
اقترح نظرية النسبية الخاصة الفيزيائي الألماني ألبرت أينشتاين، سنة 1905، في ورقة بحثية شهيرة بعنوان «حول الديناميكا الكهربائية للأجسام المتحركة» بناء على المساهمات الهامة لهندريك لورنتس وهنري بوانكاريه. ويتطرق هذا المقال إلى أن نظرية النسبية الخاصة تجد حلا لعدم الاتساق بين معادلات ماكسويل والميكانيكا التقليدية. وتقوم النظرية على مسلمتين هما؛ أن القوانين الفيزيائية لا تتغير بتغير الإطار المرجعي العطالي للنظم،(5) وأن سرعة الضوء في الفراغ هي مقدار ثابت وغير متصل بحركة مصدر الضوء أو بالمشاهد. الدمج بين هاتين المسلمتين يقود إلى افتراض علاقة بين أمرين منفصلين في الميكانيكا التقليدية، وهما المكان والزمان ويجمع بينهما في بنية تسمى الزمكان.
إحدى التداعيات الهامة للنسبية الخاصة، والتي تبدو مخالفة للبديهة وإن كانت أثبتتها عدة تجارب، هي انعدام مكان أو زمان مطلق، أي منفصل عن الإطار المرجعي للمشاهد (ومن هنا يأتي مصطلح النسبية). وهذا يعني أن الكتلة والأبعاد والزمن تتغير بتغير سرعة الجسم، وذلك ملائمةً لثبات سرعة الضوء. قد تكون هذه الظواهر غير محسوسة بمجال السرعات في حياتنا اليومية وتبقى بذلك قوانين نيوتن سارية، ولكنها تصير ذات تأثير لا يستهان به عندما ترتفع السرعة وتقارب سرعة الضوء.

ومن أهم النتائج الأخرى مبدئ التكافئ بين المادة والطاقة، وهو أمر تعبر عنه بشكل بليغ أحد أشهر المعادلات الفيزيائية:
E = m c 2
حيث E هي الطاقة، و m هي الكتلة، و c هي سرعة الضوء في الفراغ (2 فوق سرعة الضوء تعني أن الطاقة تتناسب طرديًا مع مربع هذه السرعة). بعبارة أخرى تُنبئنا هذه الصيغة الرياضية أن لكل جسم ذي كتلةٍ طاقةٌ مرتبطة به، والعكس بالعكس.
النسبية العامة هي نظرية ذات طابع هندسي، توصل إليها ألبرت أينشتاين بشكل منفرد ونشرها في 15\1916، وذلك بأنه قام بتوحيد النسبية الخاصة وقانون نيوتن العام للجاذبية. تنص هذه النظرية على أن الجاذبية يمكن وصفها على أنها انحناء في بنية الزمكان تسببه الكتلة أو الطاقة. على الصعيد الرياضي، تتميز النسبية العامة عن غيرها من النظريات الحديثة التي تصف الجاذبية بأنها تستعمل معادلات أينشتاين للمجال لوصف محتوى الزمكان من مادة أو طاقة وأثر ذلك على انحنائه. وتعتمد في ذلك بشكل أساسي على موتر الإجهاد-الطاقة،(6) وهو كائن هندسي يصف عبر مكوناته عدة كميات فيزيائية مثل الكثافة، والتدفق، والطاقة، والزخم، والزمكان. ويمكن القول بطريقة مبسطة، أن موتر الإجهاد-الطاقة هو سبب وجود مجال تثاقلي في زمكان معين وذلك بشكل أعم من ما تفعله الكتلة وحدها في قانون نيوتن الكلاسيكي للجاذبية.
من أول المشاهدات التي أكدت على صحة نظرية النسبية العامة، هو تمكنها من احتساب أوج بدارية كوكب عطارد الشاذة، بدقة فشلت في تحقيقها المكانيكا التقليدية. وفي سنة 1919، قام الفلكي الإنجليزي آرثر ستانلي إيدينجتون بمشاهدة انزياح ضوء النجوم القريبة من قرص الشمس خلال الكسوف، ليأكد تنبؤ النسبية العامة بانحناء الضوء تحت تأثير مجال تثاقلي تحدثه أجسام فائقة الكتلة. وفي وقت لاحق بدأت تتراءى العديد من التداعيات لهذه النظرية في علم الكون والتي أكدت بعضها المشاهدات، ولكنها لا تزال موضع جدال، ومنها تنبؤ حلول معادلات أينشتاين بالانفجار العظيم، وتوسع الكون، وطاقة الفراغ، والثقوب السوداء.

#### ميكانيكا الكم

محاكاة رقمية لتأثير النفق الكمي. البقعة المضيئة في اليسار تمثل حزمة موجية لإلكترون تقوم بالإنعكاس على حاجز طاقة. لاحظ إلى اليمين انتقال بقعة قاتمة، وهذا هو الجزء اليسير من الحزمة الموجية التي استطاعت الإنفاق من خلال حاجز تحجر تخطيه مبادئ الميكانيكا التقليدية. ويستعمل هذا المفعول في مجهر المسح النفقي الذي يقوم بتصوير سطوح المواد على المستوى الذري كما تبين الصورة (في الأسفل) إعادة تكوين صورة الذرات على سطح ورقة من الذهب.

معادلة شرودنغر لإرفين شرودنغر التي تعتبر بمثابة قانون التحريك الثاني لنيوتن الذي بدوره يعتبر أساسيا في الفيزياء التقليدية.

تتعامل الميكانيكا الكمومية مع نظم ذات أحجام ذرية أو تحت الذرية؛ مثل الجزيئات والذرات والإلكترونات والبروتونات وغيرها من الجسيمات الأولية. وقد أدت بعض الصعوبات التي واجهت الميكانيكا الكلاسيكية في أواخر القرن التاسع عشر، مثل إشكالية إشعاع الجسم الأسود واستقرار الإلكترونات على مداراتها، إلى التفكير بأن جميع أشكال الطاقة تتنقل على شكل حزم متقطعة غير قابلة للتجزئة، وتسمى كُمُومَات أو «كوانتوم». وقد قام بتشكيل هذا المفهوم، الفيزيائي الألماني ماكس بلانك سنة 1900، وقدم من خلاله ألبرت أينشتاين تفسيرًا للتأثير الكهروضوئي والذي يتبين من خلاله بأن الموجات الكهرطيسية تتصرف في بعض الأحيان بطريقة تشبه تصرف الجسيمات.
وضعت مبادئ الميكانيكا الكمومية خلال العشرينات من القرن الماضي، من قبل مجموعة متميزة من الفيزيائيين. في سنة 1924، توصل لويس دي بروليه إلى إدراك أن الأجسام أيضا يمكنها أن تتصرف على أنها موجات، وهو ما يعبر عنه بمثنوية الموجة والجسيم. وقدمت على خلفية ذلك صياغتان رياضيتان مختلفتان وهما؛ الميكانيكا الموجية التي وضعها إرفين شرودنغر وهي تنطوي على استخدام كائن رياضي يسمى دالة الموجة، يصف احتمال وجود جسيم في بقعة ما من الفضاء وميكانيكا المصفوفات التي أنشأها فيرنر هايزنبرغ وماكس بورن، وهي تصف الجسيمات على أنها مصفوفات تتغير مع الزمن. ومع أن هذه الأخيرة لا تشير إلى دالة موجة أو مفاهيم مماثلة، إلا أنها تتوافق مع معادلة شرودنغر ومع الملاحظات التجريبية.
وقد شكل مبدأ عدم اليقين الذي صاغه هايزنبرغ في سنة 1927 أحد أهم مبادئ الميكانيكا الكمومية، وهو ينص على محدودية قدرتنا في قياس خاصيتين معينتين لجسيم ما في نفس الوقت وبدرجة عالية من الدّقة. ويضع هذا حدًا لمبدأ الحتمية المطلقة الذي يشير إلى إمكانية التنبؤ بشكل دقيق بحالة نظام انطلاقا من حالته السابقة، حيث أن الظواهر الكمومية لا يمكن تفسيرها إلا بطريقة احتمالية. وقد أدى هذا الأمر إلى جدال علمي كبير دار بين أعظم فيزيائيي القرن العشرين، بما فيهم ألبرت أينشتاين الذي عارض هذا التفسير الاحتمالي بالرغم من إسهاماته الهامة في تأسيس الميكانيكا الكمومية.(7)
معادلة شرودنغر والتي هي عبارة عن معادلة تفاضلية جزئية تصف كيفية تغير الحالة الكمية لنظام فيزيائي مع الزمن، وقد صاغها عالم الفيزياء النمساوي إرفين شرودنغر في أواخر عام 1925 ونشرها عام 1926. تصف هذه المعادلة حالات النظم الكمومية المعتمدة على الزمن.
وفي سنة 1928، قام الفيزيائي البريطاني بول ديراك بوضع الميكانيكا الكمومية بصيغتيها الموجية والخطية (المصفوفات) ضمن صياغة أشمل في إطار نظرية النسبية الخاصة. وقد تنبأت صياغته بوجود الجسيمات المضادة. وتم تأكيد هذا الأمر تجريبيا سنة 1932، باكتشاف مضاد الإلكترون أو البوزيترون.
لاقت للميكانيكا الكمومية نجاحًا كبيرًا في تفسير العديد من الظواهر مثل الليزر وشبه الموصلات، وقد نجمت عنها تطبيقات تقنية مهمة، على غرار الصمام الثنائي والترانزستور، التي تعتبر حجر الأساس في الإكترونيات الحديثة. وفي الكيمياء، يعتمد جزء كبير من فهم ديناميكا وبنية الجزيئات، والطريقة التي تتفاعل بها، وتكوين الروابط الكيميائية على دالة الموجة. كما تعتمد الكيمياء الحاسوبية على النظريات الكمومية في أدائها الرياضاتي، لتحليل ومحاكات نتائج التجارب الكيميائية. أما في علم الأحياء، فقد تمكنت الميكانيكا الكمومية من تفسير الآلية التي يحدث بها تحويل الطاقة خلال التمثيل الضوئي في النباتات وبعض صنوف البكتيريا، وكذلك عملية الإبصار لدى الحيوانات. ويعمل الباحثون في الوقت الحاضر على العديد من التطبيقات الأخرى المستقبلية في المعلوماتية، مثل الترميز الكمومي والحاسوب الكمومي.

## العلاقة مع المجالات الأخرى

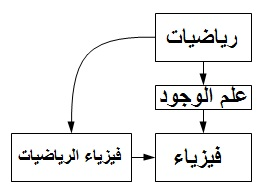
الفرق بين الرياضيات والفيزياء واضح تمامًا، لكنه ليس واضحًا دائمًا، خاصة في الفيزياء الرياضية.

### الحقول الرئيسة
توفر الرياضيات لغة مدمجة ودقيقة تستخدم لوصف الترتيب في الطبيعة. لوحظ هذا ودافع عنه فيثاغورس، أفلاطون،(8) غاليليو،(9) ونيوتن.
تستخدم الفيزياء الرياضيات لتنظيم وصياغة النتائج التجريبية. من هذه النتائج، يمكن حساب حلول دقيقة أو مقدرة، لنتائج كمية يمكن من خلالها التنبؤات الجديدة وتأكيدها أو إنكارها تجريبياً. النتائج من تجارب الفيزياء هي بيانات رقمية، مع وحدات القياس وتقديرات الأخطاء في القياسات. جعلت التقنيات القائمة على الرياضيات، مثل الحوسبة، الفيزياء الحاسوبية مجالًا نشطًا للبحث.
علم الوجود هو شرط أساسي للفيزياء، ولكن ليس للرياضيات. وهذا يعني أن الفيزياء تهتم في النهاية بتوصيفات العالم الواقعي، بينما تهتم الرياضيات بأنماط مجردة، حتى خارج العالم الحقيقي. وهكذا تكون البيانات الفيزيائية تركيبية، بينما تكون البيانات الرياضية تحليلية. تحتوي الرياضيات على فرضيات، بينما تحتوي الفيزياء على نظريات. يجب أن تكون عبارات الرياضيات صحيحة منطقيا فقط، في حين أن تنبؤات بيانات الفيزياء يجب أن تتطابق مع البيانات الملاحظة والتجريبية.
التمييز واضح، لكن ليس دائمًا واضح. على سبيل المثال، الفيزياء الرياضية هي تطبيق الرياضيات في الفيزياء. طرقها رياضية، ولكن موضوعها مادي.(10) تبدأ المشكلات في هذا الحقل ب«نموذج رياضي للحالة المادية» (نظام) و«وصف رياضي لقانون مادي» سيُطبَّق على هذا النظام. كل عبارة رياضية تستخدم للحل لها معنى مادي يصعب العثور عليه. الحل الرياضي النهائي له معنى يسهل العثور عليه، لأنه ما يبحث عنه المحلل.
الفيزياء هي فرع من العلوم الأساسية، وليس العلوم التطبيقية. تسمى الفيزياء أيضًا «العلم الأساسي» لأن موضوع دراسة جميع فروع العلوم الطبيعية مثل الكيمياء وعلم الفلك والجيولوجيا والبيولوجيا مقيدة بقوانين الفيزياء، على غرار كيفية تسمية الكيمياء في كثير من الأحيان بالعلم المركزي بسبب دورها في ربط العلوم الفيزيائية. على سبيل المثال، تدرس الكيمياء خواص المادة وهياكلها وردود أفعالها (تركيز الكيمياء على المقياس الذري يميزها عن الفيزياء). تتشكل الهياكل لأن الجزيئات تمارس قوى كهربائية على بعضها البعض، وتشمل الخصائص الفيزيائية لمواد معينة، وتكون التفاعلات ملزمة بقوانين الفيزياء، مثل الحفاظ على الطاقة والكتلة والشحنة.
تُطبَّق الفيزياء في صناعات مثل الهندسة والطب.

### التطبيق والتأثير

لولب أرخميدس آلة بسيطة لضخ المياه.

تعتبر الفيزياء التطبيقية مصطلحًا عامًا لأبحاث الفيزياء وهو مخصص لاستخدام معين. يحتوي منهج الفيزياء التطبيقية عادةً على عدد قليل من الفصول في تخصص تطبيقي، مثل الجيولوجيا أو الهندسة الكهربائية. عادة ما يختلف عن الهندسة في أن الفيزيائي التطبيقي قد لا يصمم شيئًا خاصًا، بل يستخدم الفيزياء أو إجراء أبحاث الفيزياء بهدف تطوير تكنولوجيات جديدة أو حل مشكلة.
النهج مماثل لنهج الرياضيات التطبيقية. يستخدم علماء الفيزياء التطبيقية الفيزياء في البحث العلمي. على سبيل المثال، قد يسعى الأشخاص الذين يعملون في فيزياء المسرعات إلى بناء أجهزة الكشف عن الجسيمات بشكل أفضل للبحث في الفيزياء النظرية.
تستخدم الفيزياء بكثافة في الهندسة. على سبيل المثال، يستخدم علم السكون، وهو حقل فرعي من الميكانيكا، في بناء الجسور والهياكل الثابتة الأخرى. يؤدي فهم الصوتيات واستخدامها إلى التحكم في الصوت وقاعات الحفلات الموسيقية بشكل أفضل؛ وبالمثل، فإن استخدام البصريات يخلق أجهزة بصرية أفضل. إن فهم الفيزياء يجعل أجهزة محاكاة الطيران أكثر واقعية وألعاب الفيديو والأفلام، وغالبًا ما يكون حاسمًا في التحقيقات الجنائية.
مع الإجماع القياسي على أن قوانين الفيزياء عالمية ولا تتغير مع مرور الوقت، يمكن استخدام الفيزياء لدراسة الأشياء التي عادة ما تكون غارقة في عدم اليقين. على سبيل المثال، في دراسة أصل الأرض، يمكن للمرء أن يصور بشكل معقول كتلة الأرض ودرجة الحرارة ومعدل الدوران، كدالة من الزمن تسمح للشخص باستقراء للأمام أو للخلف في الوقت المناسب وبالتالي توقع الأحداث المستقبلية أو السابقة. كما يسمح بإجراء عمليات محاكاة في الهندسة والتي تسرع بشكل كبير من تطوير تقنية جديدة.
ولكن هناك أيضًا العديد من التخصصات المتعددة في أساليب الفيزيائي، حيث تتأثر العديد من المجالات الهامة الأخرى بالفيزياء (على سبيل المثال، مجالات الفيزياء الاقتصادية والفيزياء الاجتماعية).

## البحث

### الطريقة العلمية
يستخدم الفيزيائيون المنهج العلمي لاختبار صحة النظرية الفيزيائية. باستخدام المنهجية لمقارنة الآثار المترتبة على نظرية ما مع الاستنتاجات المستخلصة من التجارب والملاحظات ذات الصلة، يكون الفيزيائيون أكثر قدرة على اختبار صحة النظرية بطريقة منطقية وغير متحيزة ومتكررة. تحقيقا لهذه الغاية، تُجرى التجارب وإجراء الملاحظات من أجل تحديد صحة أو بطلان النظرية.
القانون العلمي عبارة عن بيان شفهي أو رياضي موجز عن العلاقة التي تعبر عن مبدأ أساسي لبعض النظريات، مثل قانون نيوتن للجذب العام.

### النظرية والتجربة

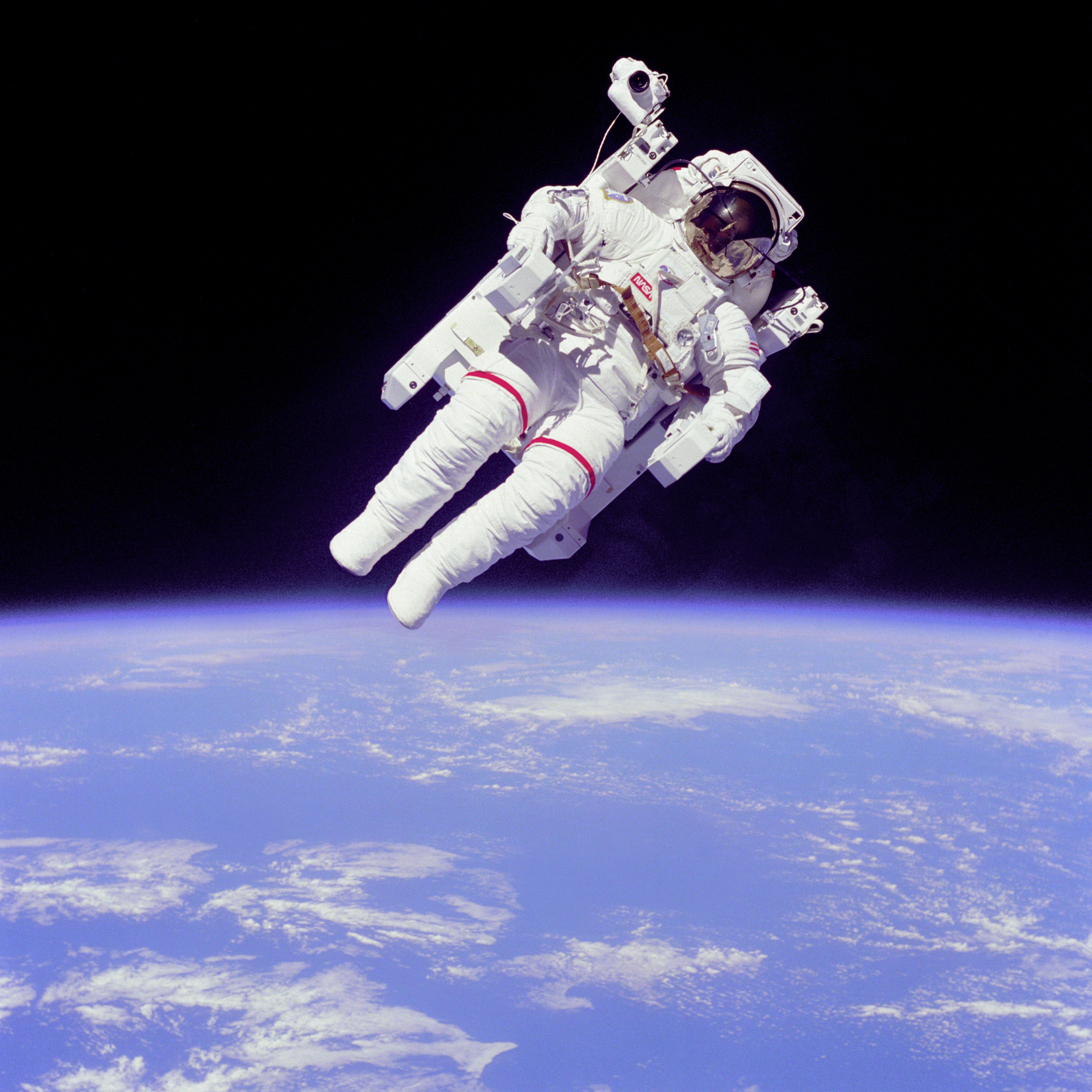
رائد فضاء والأرض كلاهما واقعان تحت تأثير السقوط الحر.

يسعى النظريون إلى تطوير نماذج رياضية تتفق مع التجارب الحالية وتتنبأ بنجاح النتائج التجريبية المستقبلية، في حين أن التجريبيين يبتكرون ويجرون تجارب لاختبار التنبؤات النظرية واستكشاف ظواهر جديدة. على الرغم من تطوير النظرية والتجربة بشكل منفصل، فهي شديدة الاعتماد بعضها على بعض. يحدث التقدم في الفيزياء بشكل متكرر عندما يكتشف علماء التجارب أن النظريات الموجودة لا يمكن تفسيرها، أو عندما تولد نظريات جديدة تنبؤات قابلة للاختبار تجريبيًا، والتي تلهم تجارب جديدة.
يُطلق على الفيزيائيين الذين يعملون عند التفاعل بين النظرية والتجربة، علماء الظواهر، الذين يدرسون الظواهر المعقدة التي لوحظت في التجربة ويعملون على ربطها بنظرية أساسية.
استلهمت الفيزياء النظرية تاريخيا من الفلسفة. وحِّدت الكهرطيسية بهذه الطريقة. وراء الكون المعروف، يتعامل مجال الفيزياء النظرية أيضًا مع قضايا افتراضية، مثل الأكوان المتوازية، الأكوان المتعددة، والأبعاد العليا. يحتج المنظرون بهذه الأفكار على أمل حل مشاكل معينة مع النظريات الموجودة. ثم يستكشفون عواقب هذه الأفكار ويعملون على عمل تنبؤات قابلة للاختبار.
تتوسع الفيزياء التجريبية وتوسعها الهندسة والتكنولوجيا. يقوم الفيزيائيون التجريبيون المشاركون في تصميم البحوث الأساسية وإجراء تجارب على معدات مثل مسرعات الجسيمات وأشعة الليزر، بينما يعمل المشاركون في الأبحاث التطبيقية غالبًا في تقنيات تطوير الصناعة مثل التصوير بالرنين المغناطيسي (MRI) والترانزستورات. لاحظ فاينمان أن التجريبيين قد يبحثون عن مناطق لا يستكشفها النظريون جيدًا.(11)

### النطاق والأهداف

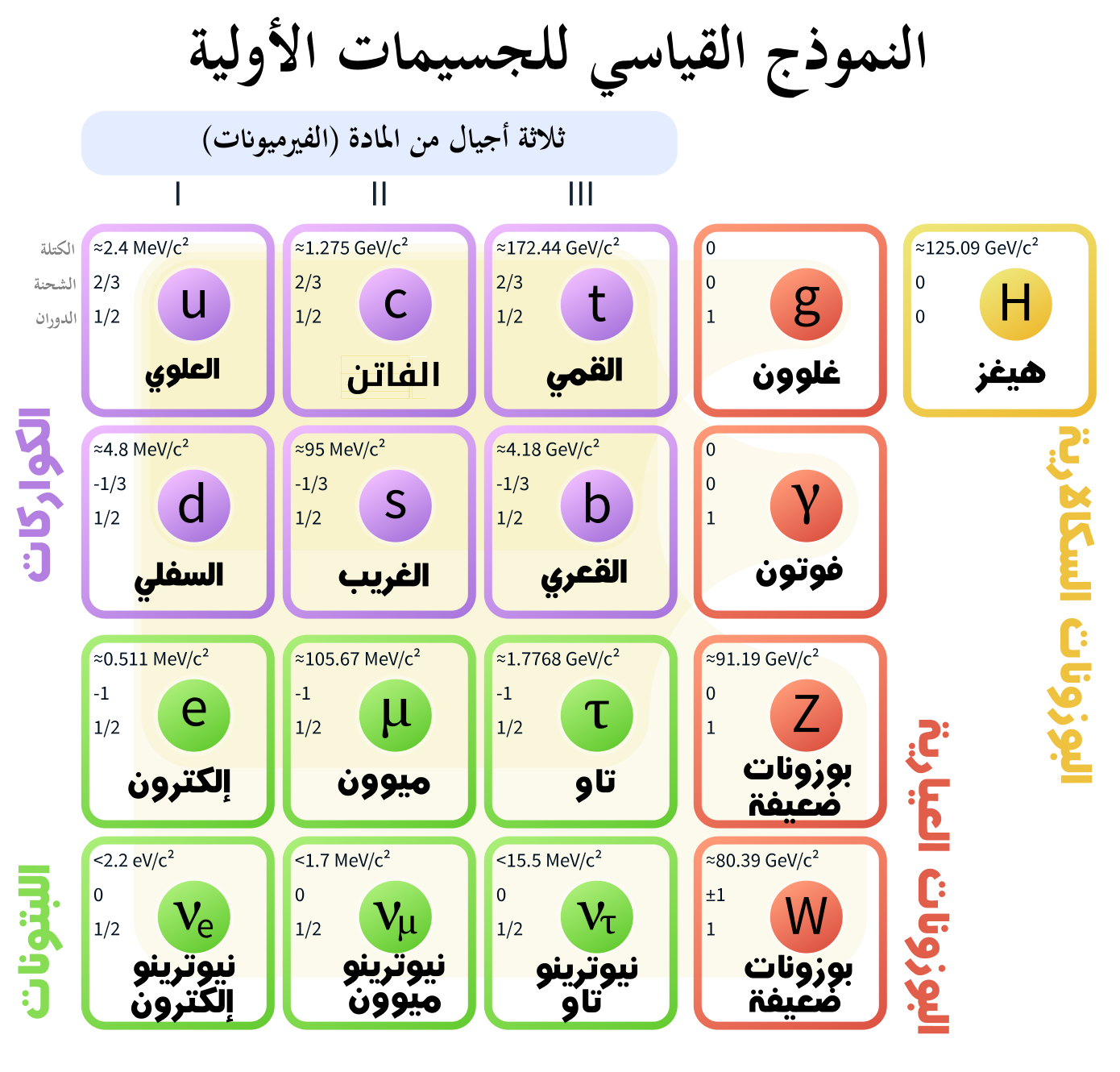
لائحة توضح الجسيمات الأولية طبقا للتصنيف القياسي وخواص كل منها.

تغطي الفيزياء مجموعة واسعة من الظواهر، من الجزيئات الأولية (مثل الكواركات والنيوتريونات والإلكترونات) إلى أكبر المجموعات الفائقة من المجرات. المدرجة في هذه الظواهر هي الأشياء الأساسية التي تشكل كل الأشياء الأخرى. لذلك، تسمى الفيزياء أحيانًا «العلم الأساسي». تهدف الفيزياء إلى وصف الظواهر المختلفة التي تحدث في الطبيعة من حيث الظواهر الأبسط. وبالتالي، تهدف الفيزياء إلى ربط الأشياء التي يمكن ملاحظتها بالبشر بالأسباب الجذرية، ثم ربط هذه الأسباب معًا.
على سبيل المثال، لاحظ الصينيون القدامى أن بعض الصخور (الحجر الجيري والمغنتيت) تنجذب إلى بعضها البعض بقوة غير مرئية. سمي هذا التأثير فيما بعد بالمغناطيسية، والتي تمت دراستها لأول مرة بدقة في القرن السابع عشر. ولكن حتى قبل اكتشاف الصينيين للمغناطيسية، عرف الإغريق القدماء عن أشياء أخرى مثل الكهرمان، أنه عندما يفرك الفراء من شأنه أن يسبب جاذبية غير مرئية مماثلة بين الاثنين. وقد تمت دراسة هذا الأمر أيضًا لأول مرة في القرن السابع عشر وأصبح يسمى الكهرباء. وهكذا، أصبحت الفيزياء لفهم ملاحظتين للطبيعة من حيث بعض الأسباب الجذرية (الكهرباء والمغناطيسية). ومع ذلك، كشف المزيد من العمل في القرن التاسع عشر أن هاتين القوتين كانتا مجرد جانبين مختلفين لقوة واحدة وهي الكهرطيسية. تستمر عملية «توحيد» القوى هذه اليوم، وتعدالكهرطيسية والقوة النووية الضعيفة الآن جانبين من جوانب التآثر الكهروضعيف. تأمل الفيزياء في إيجاد سبب نهائي (نظرية كل شيء) لسبب الطبيعة كما هي.

### مجالات البحث
يمكن تقسيم البحوث المعاصرة في الفيزياء على نطاق واسع إلى الفيزياء النووية وفيزياء الجسيمات؛ فيزياء المواد المكثفة؛ الفيزياء الذرية والجزيئية والبصرية؛ الفيزياء الفلكية والفيزياء التطبيقية. تدعم بعض أقسام الفيزياء أيضًا أبحاث تعليم الفيزياء والتواصل مع الفيزياء.
منذ القرن العشرين، أصبحت مجالات الفيزياء الفردية متخصصة بشكل متزايد، واليوم يعمل معظم الفيزيائيين في حقل واحد طوال حياتهم المهنية. أصبحت ظاهرة «العالميون» مثل ألبرت أينشتاين (1879-1955) وليف لانداو (1908-1968)، الذين عملوا في مجالات متعددة من الفيزياء، نادرة جدًا الآن.
المجالات الرئيسة للبحوث الفيزيائية، جنبا إلى جنب مع الحقول الفرعية والنظريات والمفاهيم التي توظفها، موضحة في الجدول التالي.
| الحقل                              | الحقول الفرعية | النظريات الرئيسة | المفاهيم المرتبطة |
| ---------------------------------- | --- | --- | --- |
| الفيزياء النووية وفيزياء الجسيمات  | فيزياء نووية، الفيزياء الفلكية النووية، فيزياء الجسيمات، فيزياء الجسيمات الفلكية، ظواهر فيزياء الجسيمات | نظرية النموذج المعياري، نظرية الحقل الكمومي، كهروديناميكا كمية، ديناميكا لونية كمية، تآثر كهروضعيف، نظرية الحقل الفعال، نظرية الحقل الشبكي، نظرية المقياس الشبكي، نظرية المقياس، تناظر فائق، النظرية الموحدة العظمى، نظرية الأوتار الفائقة، نظرية-إم، تماثل AdS/CFT | قوة أساسية (جاذبية، كهرطيسية، قوة نووية ضعيفة، تآثر قوي)، جسيم أولي، لف مغزلي، مادة مضادة، كسر التناظر التلقائي، تذبذب النيوترينو، آلية التأرجح، برينات، أوتار، جاذبية كمية، نظرية كل شيء، طاقة الفراغ |
| الفيزياء الذرية والجزيئية والبصرية | فيزياء ذرية، فيزياء جزيئية، الفيزياء الفلكية الذرية والجزيئية، فيزياء كيميائية، بصريات، ضوئيات | بصريات الكم، كيمياء الكم، علم المعلومات الكمومية | فوتون، ذرة، جزيء، حيود، موجة كهرطيسية، ليزر، استقطاب (موجات)، خط طيفي، تأثير كازيمير |
| فيزياء المواد المكثفة              | فيزياء الحالة الصلبة، فيزياء الضغط العالي، فيزياء درجات الحرارة المنخفضة، علم السطوح، مقياس نانوي وفيزياء الميزوسكوب، فيزياء البوليمرات | نظرية بي سي أس، نظرية بلوخ، نظرية الكثافة الوظيفية، غاز فيرمي، نظرية تعدد الأجسام، نظرية سائل فيرمي، ميكانيكا إحصائية | طور (غاز، سائل، حالة صلبة)، تكاثف بوز-أينشتاين، موصلية كهربائية، فونون، مغناطيسية، تنظيم ذاتي، شبه موصل، موصلية فائقة، ميوعة فائقة، لف مغزلي |
| الفيزياء الفلكية                   | علم الفلك، علم القياسات الفلكية، علم الكون الفيزيائي، جاذبية، علم فلك الطاقة العالية، علوم كوكبية، فيزياء البلازما، فيزياء شمسية، فيزياء الفضاء، فيزياء فلكية نجمية | الانفجار العظيم، تضخم كوني، النسبية العامة، قانون الجذب العام لنيوتن، نموذج لامبدا-سي دي إم، هيدروديناميكا مغناطيسية | ثقب أسود، إشعاع خلفي كوني، أوتار كونية، الكون، طاقة مظلمة، مادة مظلمة، مجرة، جاذبية، موجة ثقالية، تفرد جذبوي، كوكب، المجموعة الشمسية، نجم، مستعر أعظم، فضاء كوني |
| الفيزياء التطبيقية                 | فيزياء المسرعات، علم الصوت، فيزياء زراعية، فيزياء الغلاف الجوي، فيزياء حيوية، فيزياء كيميائية، فيزياء اقتصادية، فيزياء هندسية، جريان الموائع، فيزياء الأرض، علوم الليزر، علم المواد، فيزياء طبية، تقنية النانو، بصريات، كهرضوئيات، ضوئيات، اللوح الضوئي، كيمياء فيزيائية، علم المحيطات الفيزيائي، فيزياء البلازما، فيزياء الجوامد، كيمياء الكم، بصريات الكم، علم المعلومات الكمومية، تحريك العربات | فيزياء المسرعات، علم الصوت، فيزياء زراعية، فيزياء الغلاف الجوي، فيزياء حيوية، فيزياء كيميائية، فيزياء اقتصادية، فيزياء هندسية، جريان الموائع، فيزياء الأرض، علوم الليزر، علم المواد، فيزياء طبية، تقنية النانو، بصريات، كهرضوئيات، ضوئيات، اللوح الضوئي، كيمياء فيزيائية، علم المحيطات الفيزيائي، فيزياء البلازما، فيزياء الجوامد، كيمياء الكم، بصريات الكم، علم المعلومات الكمومية، تحريك العربات | فيزياء المسرعات، علم الصوت، فيزياء زراعية، فيزياء الغلاف الجوي، فيزياء حيوية، فيزياء كيميائية، فيزياء اقتصادية، فيزياء هندسية، جريان الموائع، فيزياء الأرض، علوم الليزر، علم المواد، فيزياء طبية، تقنية النانو، بصريات، كهرضوئيات، ضوئيات، اللوح الضوئي، كيمياء فيزيائية، علم المحيطات الفيزيائي، فيزياء البلازما، فيزياء الجوامد، كيمياء الكم، بصريات الكم، علم المعلومات الكمومية، تحريك العربات |

#### الفيزياء النووية وفيزياء الجسيمات

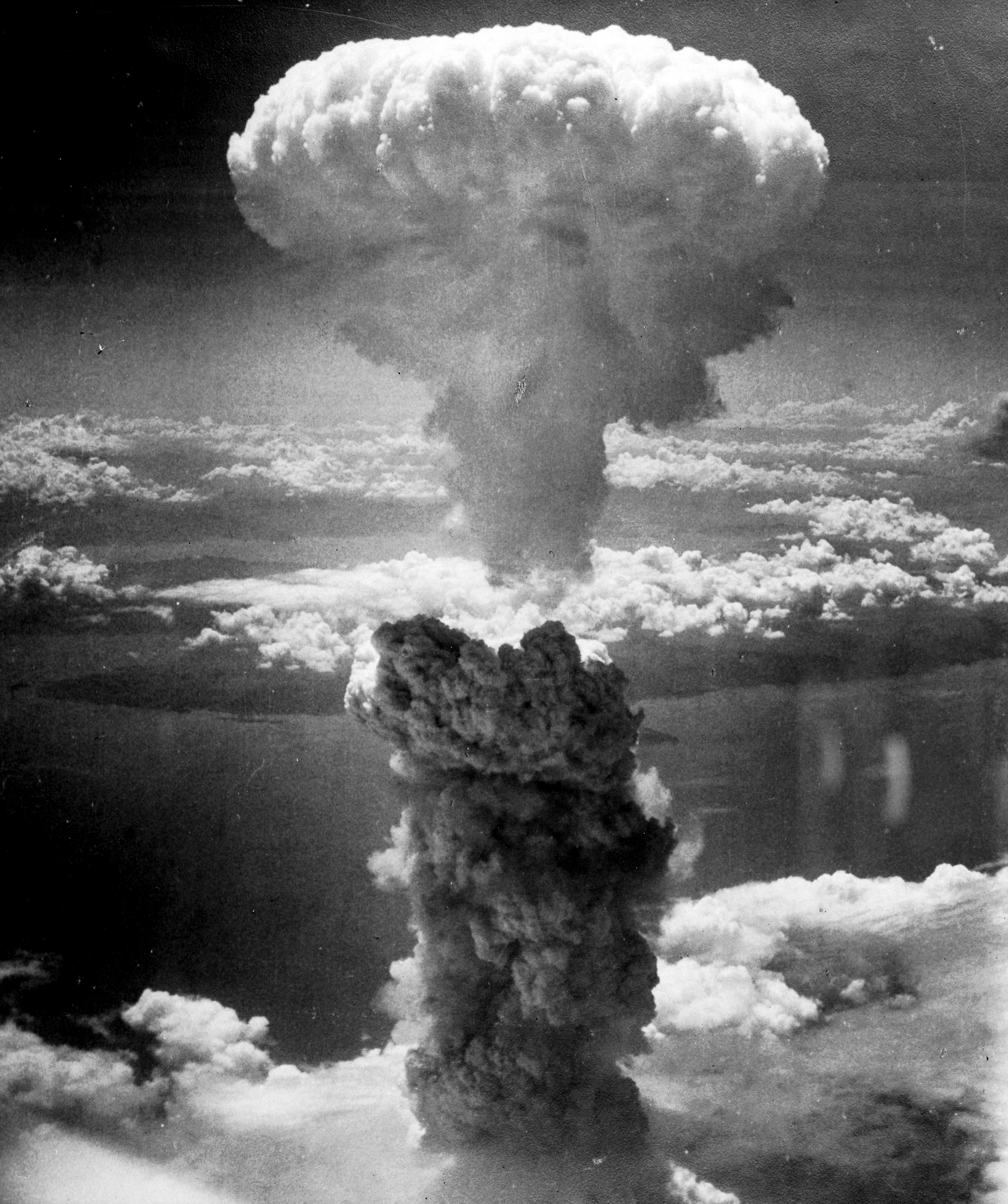
السحابة الناتجة من إسقاط قنبلة نووية على ناجازاكي في اليابان عام 1945.

فيزياء الجسيمات هي دراسة المكونات الأولية للمادة والطاقة والتفاعلات بينهما. بالإضافة إلى ذلك، يقوم فيزيائي الجسيمات بتصميم وتطوير مسرعات الطاقة العالية، والكاشفات، وبرامج الحاسوب اللازمة لهذا البحث. يُسمى الحقل أيضًا «فيزياء الطاقة العالية» لأن العديد من الجزيئات الأولية لا تحدث بشكل طبيعي ولكن تُنشَأ فقط خلال تصادمات الطاقة العالية لجزيئات أخرى.
حاليا، تُوصَف تفاعلات الجسيمات الأولية والحقول بواسطة النموذج القياسي. يفسر النموذج الجزيئات الإثني عشر المعروفة للمادة (الكواركات واللبتونات) التي تتفاعل عبر القوى الأساسية القوية والضعيفة والكهرطيسية. تُوصَف الديناميكيات من حيث جسيمات المادة التي تتبادل بوزونات المقياس (الغلونات، بوزونات W وZ، والفوتونات، على التوالي). يتنبأ النموذج القياسي أيضًا بوجود جسيم يعرف باسم بوزون هيجز. في يوليو 2012، أعلنت سيرن، المختبر الأوروبي لفيزياء الجسيمات، عن اكتشاف جسيم متوافق مع بوزون هيجز، وهو جزء لا يتجزأ من آلية هيجز.
الفيزياء النووية هي مجال الفيزياء الذي يدرس مكونات وتفاعلات النواة الذرية. التطبيقات الأكثر شيوعًا للفيزياء النووية هي توليد الطاقة النووية وتكنولوجيا الأسلحة النووية، لكن البحث قدم تطبيقًا في العديد من المجالات، بما في ذلك تلك المتعلقة بالطب النووي وتصوير الرنين المغنطيسي وزرع الأيونات في هندسة المواد والتاريخ بالكربون المشع في الجيولوجيا وعلم الآثار.

#### الفيزياء الذرية والجزيئية والبصرية
الفيزياء الذرية والجزيئية والبصرية (AMO) هي دراسة تفاعلات المادة والمادة الضوئية على مقياس الذرات والجزيئات المفردة. تُجمَّع المناطق الثلاثة معًا نظرًا لعلاقاتها المتبادلة، وتشابه الطرق المستخدمة، وترابط مقاييس الطاقة ذات الصلة. جميع المجالات الثلاثة تشمل كلا من العلاجات التقليدية وشبه التقليدية والكمية؛ يمكنهم علاج موضوعهم من وجهة نظر مجهرية (على عكس وجهة نظر مجهرية).
تدرس الفيزياء الذرية الأغلفة الإلكترونية للذرات. يركز البحث الحالي على أنشطة التحكم في الكم، والتبريد، ومحاصرة الذرات والأيونات، وديناميات التصادم منخفضة الحرارة وتأثير الارتباط الإلكتروني على الهيكل والديناميات. تتأثر الفيزياء الذرية بالنواة، لكن الظواهر داخل النووية مثل الانشطار والاندماج تعتبر جزءًا من الفيزياء النووية.
تركز الفيزياء الجزيئية على الهياكل متعددة الذرات وتفاعلاتها الداخلية والخارجية مع المادة والضوء. تختلف الفيزياء الضوئية عن البصريات من حيث أنها تميل إلى التركيز ليس على التحكم في حقول الضوء التقليدية بواسطة الأجسام المجهرية ولكن على الخصائص الأساسية للمجالات البصرية وتفاعلاتها مع المادة في المجال المجهري.

#### فيزياء المواد المكثفة

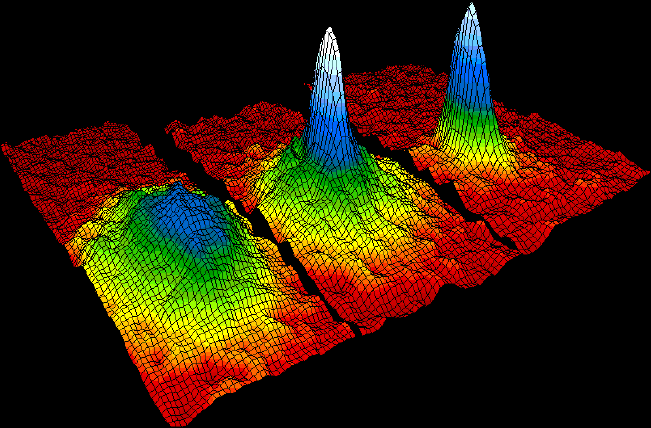
بيانات توزيع السرعة لغاز ذرات الروبيديوم، تؤكد اكتشاف مرحلة جديدة من المادة، مكثفات بوز-أينشتاين.

فيزياء المواد المكثفة هي مجال الفيزياء الذي يتعامل مع الخواص الفيزيائية العيانية للمادة. على وجه الخصوص، تهتم بالمراحل «المكثفة» التي تظهر كلما كان عدد الجسيمات في النظام كبيرًا للغاية والتفاعلات قوية بينها.
الأمثلة الأكثر شيوعًا للمراحل المكثفة هي المواد الصلبة والسوائل، والتي تنشأ عن الترابط عن طريق القوة الكهرطيسية بين الذرات. تشمل المراحل الأكثر تكثيفًا الغريبة الميوعة فائقة ومكثفات بوز-أينشتاين الموجودة في بعض الأنظمة الذرية عند درجة حرارة منخفضة جدًا، ومرحلة التوصيل الفائق التي تظهرها إلكترونات التوصيل في بعض المواد، والمراحل المغناطيسية والمضادة للحرارة المغناطيسية في الدورات الشبكية الذرية.
فيزياء المواد المكثفة هي أكبر مجال للفيزياء المعاصرة. تاريخيا، نشأت فيزياء المواد المكثفة من فيزياء الحالة الصلبة، والتي تعتبر الآن واحدة من الحقول الفرعية الرئيسة. من الواضح أن مصطلح فيزياء المواد المكثفة صاغه فيليب أندرسون عندما أعاد تسمية مجموعته البحثية -نظرية الحالة الصلبة سابقًا- في عام 1967. في عام 1978، تم تغيير اسم قسم فيزياء الحالة الصلبة في الجمعية الفيزيائية الأمريكية إلى قسم فيزياء المواد المكثفة. فيزياء المواد المكثفة لها تداخل كبير مع الكيمياء وعلوم المواد وتكنولوجيا النانو والهندسة.

#### الفيزياء الفلكية

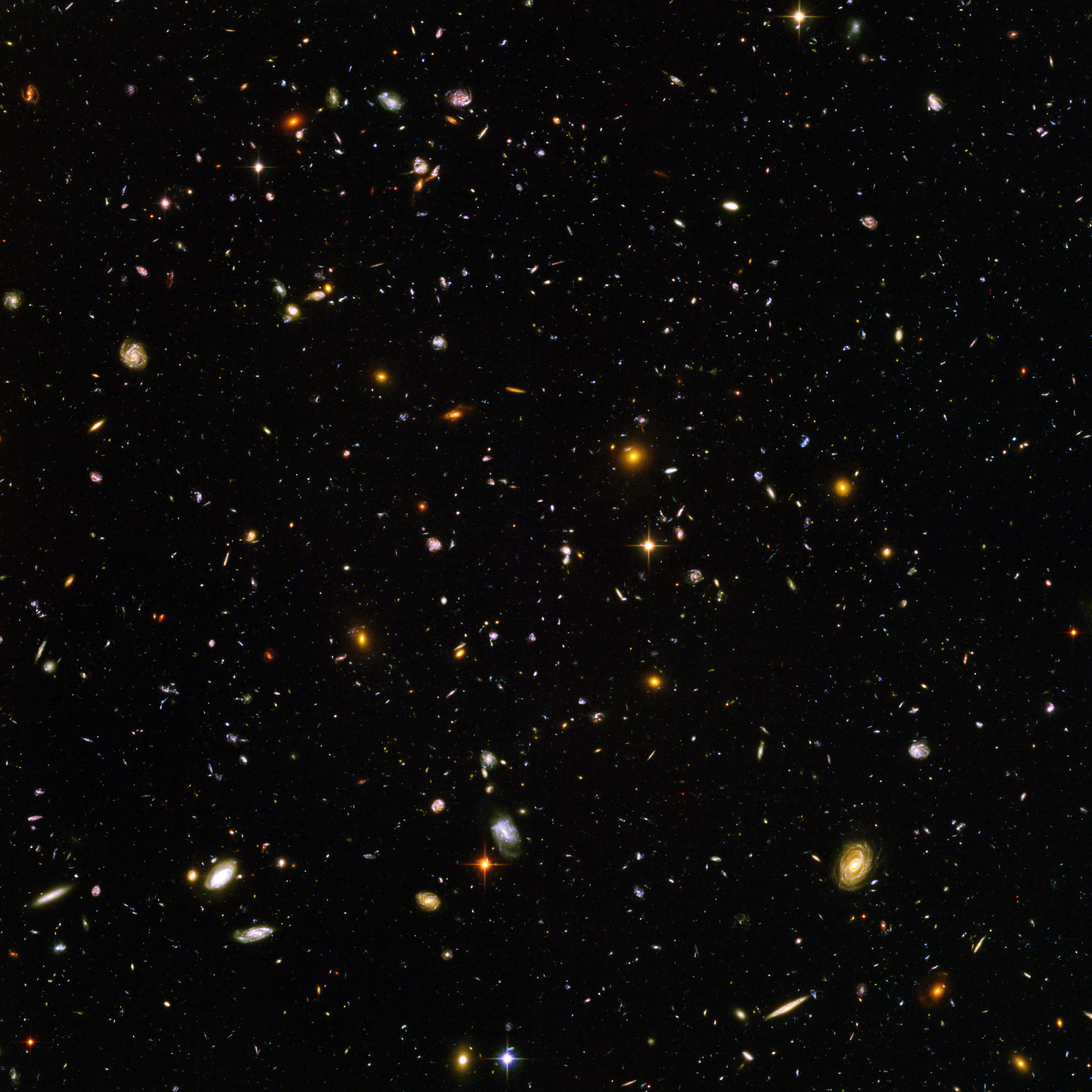
أعمق صورة للضوء المرئي للكون، حقل هابل العميق الفائق.

الفيزياء الفلكية وعلم الفلك هما تطبيق نظريات وأساليب الفيزياء على دراسة البنية النجمية، وتطور النجوم، وأصل النظام الشمسي، والمشاكل المتعلقة بعلم الكونيات. نظرًا لأن الفيزياء الفلكية موضوع واسع، يطبق الفيزيائيون في العادة العديد من تخصصات الفيزياء، بما في ذلك الميكانيكا والكهرطيسية والميكانيكا الإحصائية والديناميكا الحرارية والميكانيكا الكمومية والنسبية والفيزياء النووية والفيزياء الذرية والجزيئية.
اكتشاف كارل جانسكي في عام 1931 أن الإشارات الراديوية المنبعثة من الأجرام السماوية قد بدأ علم الفلك الراديوي. في الآونة الأخيرة، تُوسَّع حدود علم الفلك عن طريق استكشاف الفضاء. الاضطرابات والتداخل من الغلاف الجوي للأرض يجعل الرصدات الفضائية ضرورية لعلم الأشعة تحت الحمراء، والأشعة فوق البنفسجية، وغاما، والأشعة السينية.
علم الكون الفيزيائي هو دراسة تكوين الكون وتطوره على مقاييسه الأكبر. تلعب نظرية النسبية لألبرت أينشتاين دورًا رئيسيًا في كل النظريات الكونية الحديثة. في أوائل القرن العشرين، اكتشاف هابل أن الكون يتسع، كما هو موضح في مخطط هابل، تفسيرات متنافسة معروفة باسم عالم الحالة المستقرة والانفجار العظيم.
أكِّد الانفجار العظيم من خلال نجاح تخليق الانفجار العظيم النووي واكتشاف إشعاع الخلفية الكونية الميكروي في عام 1964. يعتمد نموذج الانفجار العظيم على ركيزتين نظريتين: النسبية العامة لألبرت أينشتاين والمبدأ الكوني. أنشأ علماء الكونيات مؤخرًا نموذج لامبدا-سي دي إم لتطور الكون، والذي يشمل التضخم الكوني والطاقة المظلمة والمادة المظلمة.
من المتوقع ظهور العديد من الاحتمالات والاكتشافات من بيانات جديدة من مرصد فيرمي الفضائي لأشعة غاما على مدى العقد المقبل وتنقيح أو توضيح النماذج الحالية للكون بشكل كبير. على وجه الخصوص، إمكانية اكتشاف هائل حول المادة المظلمة ممكنة على مدى السنوات القليلة القادمة. سوف يبحث فيرمي عن دليل على أن المادة المظلمة تتألف من جسيمات التفاعل الضعيف الضخمة، لتكمل تجارب مماثلة مع مصادم الهدرونات الكبير وكاشفات أخرى تحت الأرض.

#### الفيزياء التطبيقية
الفيزياء التطبيقية هي تطبيق النظريات الفيزيائية على حل المشكلات. وتعني استخدام المعرفة النظرية لخصائص الأجسام المادية بقصد تحقيق هدف تقني أو عملي معين. وعادة ما يعتبر أيضًا جسرًا أو صلة بين الفيزياء والهندسة.
تتميز كلمة «التطبيقية» عن «البحتة» بمجموعة دقيقة من العوامل، مثل دوافع الباحثين وموقفهم وطبيعة العلاقة بالتكنولوجيا أو العلم التي قد تتأثر بالعمل. الفيزياء التطبيقية متجذرة في الحقائق الأساسية والمفاهيم الأساسية للعلوم الفيزيائية، ولكنها تهتم باستخدام المبادئ العلمية في الأجهزة والأنظمة العملية، وفي تطبيق الفيزياء في مجالات العلوم الأخرى.

##### الفيزياء الطبية

رسم توضيحي لتخطيط كهربائية القلب.

الفيزياء الطبية (وتسمى أيضًا الفيزياء الطبية الحيوية، الفيزياء الحيوية الطبية، الفيزياء التطبيقية في الطب، تطبيقات الفيزياء في العلوم الطبية، الفيزياء الإشعاعية أو الفيزياء الراديوية بالمستشفيات) هي بشكل عام تطبيق مفاهيم الفيزياء والنظريات وأساليب الطب أو الرعاية الصحية. يمكن العثور على أقسام الفيزياء الطبية في المستشفيات أو الجامعات.
في حالة العمل في المستشفى، فإن المصطلح «فيزيائي طبي» هو عنوان مهنة رعاية صحية محددة، وعادة ما يعمل داخل المستشفى. غالبًا ما يوجد علماء الفيزياء الطبية في تخصصات الرعاية الصحية التالية: الأشعة التشخيصية والتداخلية (المعروفة أيضًا باسم التصوير الطبي) والطب النووي والوقاية من الإشعاع وعلاج الأورام بالإشعاع.
أقسام التخصص في الجامعة هي من نوعين. النوع الأول يهتم بإعداد الطلاب لمهنة كفيزيائي طبي في المستشفى ويركز البحث على تحسين ممارسة المهنة. أما النوع الثاني (يسمى بشكل متزايد «فيزياء الطب الحيوي»)
فيحتوي على نطاق أوسع بكثير وقد يشمل البحث في أي تطبيقات للفيزياء على الطب من دراسة التركيب الجزيئي الحيوي إلى الفحص المجهري والطب النانوي. على سبيل المثال، نظري الفيزياء ريتشارد فاينمان تحدث حول مستقبل الطب النانوي. كتب عن فكرة الاستخدام الطبي للآلات البيولوجية. اقترح فاينمان وألبرت هيبس أن بعض آلات الإصلاح قد يُخفَّض حجمها في يوم من الأيام إلى الحد الذي يصبح من الممكن (كما قال فاينمان) «أن يكون بحجم نانوي». نوقشت الفكرة في مقالة فينمان لعام 1959 «هناك مساحة كافية في الأسفل».

##### تكنولوجيا النانو
تقانة الجزيئات متناهية الصغر أو تقانة الصغائر أو تقانة النانو هي العلم الذي يهتم بدراسة معالجة المادة على المقياس الذري والجزيئي. تهتم تقانة النانو بابتكار تقنيات ووسائل جديدة تقاس أبعادها بالنانومتر وهو جزء من الألف من الميكرومتر أي جزء من المليون من الميليمتر.
عادة تتعامل تقانة النانو مع قياسات بين 1 إلى 100 نانومتر أي تتعامل مع تجمعات ذرية تتراوح بين خمس ذرات إلى ألف ذرة. وهي أبعاد أقل كثيرا من أبعاد البكتيريا والخلية الحية. حتى الآن لا تختص هذه التقنية بعلم الأحياء بل تهتم بخواص المواد، وتتنوع مجالاتها بشكل واسع من أشباه الموصلات إلى طرق حديثة تماما معتمدة على التجميع الذاتي الجزيئي. هذا التحديد بالقياس يقابله اتساع في طبيعة المواد المستخدمة، فتقانة النانو تتعامل مع أي ظواهر أو بنايات على مستوى النانو الصغير. مثل هذه الظواهر النانوية يمكن أن تتضمن التقييد الكمي التي تؤدي إلى ظواهر كهرطيسية وبصرية جديدة للمادة التي يبلغ حجمها بين حجم الجزيء وحجم المادة الصلبة المرئي. تتضمن الظواهر النانوية أيضا تأثير غيبس طومسون وهو انخفاض درجة انصهار مادة ما عندما يصبح قياسها نانويا، أما عن بنايات النانو فأهمها أنابيب النانو الكربونية.

### البحوث الحالية

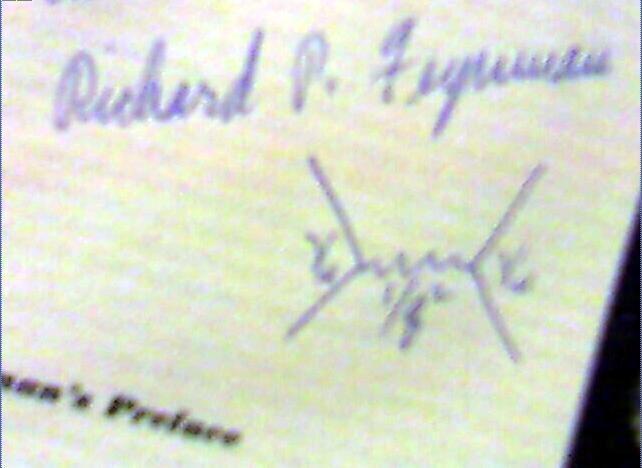
مخطط فاينمان سمي باسم ريتشارد فاينمان.

في فيزياء المواد المكثفة، تتمثل المشكلة النظرية المهمة التي لم تُحل في مشكلة الموصلية الفائقة عالية الحرارة. تهدف العديد من تجارب المواد المكثفة إلى تصنيع الإلكترونيات الدورانية القابلة للتطبيق وأجهزة الحاسوب الكمومية.
في فيزياء الجسيمات، بدأت تظهر الأجزاء الأولى من الأدلة التجريبية للفيزياء خارج النموذج القياسي. وفي مقدمة هذه الدلائل تشير إلى أن النيوترونات لها كتلة غير صفرية. يبدو أن هذه النتائج التجريبية قد حلت مشكلة نيوترينو الشمس التي طال أمدها، ولا تزال فيزياء النيوتريونات الضخمة مجالًا للبحث النظري والتجريبي النشط. عثر مصادم الهدرونات الكبير على بوزون هيغز، لكن الأبحاث المستقبلية تهدف إلى إثبات أو دحض التناظر الفائق، الذي يوسع النموذج القياسي لفيزياء الجسيمات. البحث عن طبيعة الألغاز الرئيسية للمادة المظلمة والطاقة المظلمة مستمر أيضًا في الوقت الحالي.
المحاولات النظرية لتوحيد ميكانيكا الكم والنسبية العامة في نظرية واحدة لجاذبية الكم، وهو برنامج مستمر منذ أكثر من نصف قرن، لم يُحسَم بعد. المرشحين الرئيسيين الحاليين للحل هم نظرية إم، نظرية الأوتار الفائقة والثقالة الكمومية الحلقية.
لم تُفسَّر العديد من الظواهر الفلكية والكونية تفسيراً مرضياً، بما في ذلك أصل الأشعة الكونية ذات الطاقة الفائقة، وعدم تناسق الباريون، وتسارع توسع الكون ومعدلات الدوران الشاذة للمجرات.
مع أن التقدم الذي أُحرِز في فيزياء الجسيمات والكم والفيزياء الفلكية كبير، إلا أن العديد من الظواهر اليومية التي تنطوي على التعقيد أو الفوضى أو الاضطراب لا تزال غير مفهومة جيدًا. المشاكل المعقدة التي تبدو وكأنها يمكن حلها عن طريق تطبيق ذكي للديناميات والميكانيكا تبقى دون حل؛ ومن الأمثلة على ذلك تشكيل الكتل الرملية والعقد في المياه المتدفقة وشكل قطرات الماء وآليات كوارث التوتر السطحي والفرز الذاتي في مجموعات متجانسة غير متجانسة.
حظيت هذه الظواهر المعقدة باهتمام متزايد منذ سبعينيات القرن الماضي لعدة أسباب، بما في ذلك توافر الأساليب الرياضية الحديثة وأجهزة الحاسوب، والتي مكنت من صياغة النظم المعقدة بطرق جديدة. أصبحت الفيزياء المعقدة جزءًا من الأبحاث متعددة التخصصات على نحو متزايد، كما يتضح من دراسة الاضطراب في الديناميكا الهوائية ومراقبة تكوين الأنماط في النظم البيولوجية. في المراجعة السنوية لعام 1932 لميكانيكا الموائع، قال هوراس لامب:

## التعليم
يشير تعليم الفيزياء إلى طرق التعليم المستخدمة حاليًا لتدريس الفيزياء. تسمى المهنة معلم الفيزياء أو مدرس الفيزياء. يشير بحث تعليم الفيزياء إلى مجال البحث التربوي الذي يسعى إلى تحسين تلك الأساليب. تاريخيًا، جرى تدريس الفيزياء على مستوى المدرسة الثانوية والكلية بشكل أساسي من خلال طريقة المحاضرة جنبًا إلى جنب مع التدريبات المعملية التي تهدف إلى التحقق من المفاهيم التي تدرس في المحاضرات. تستوعب هذه المفاهيم بشكل أفضل عندما تكون المحاضرات مصحوبة بالشرح والتجارب العملية والأسئلة التي تتطلب من الطلاب التفكير في ما سيحدث في التجربة ولماذا. يتعلم الطلاب الذين يشاركون في التعلم النشط على سبيل المثال من خلال التجارب العملية من خلال اكتشاف الذات. عن طريق التجربة والخطأ يتعلمون تغيير تصوراتهم المسبقة حول الظواهر في الفيزياء واكتشاف المفاهيم الأساسية. يعد تعليم الفيزياء جزءًا من المجال الأوسع لتعليم العلوم.

## المهنة
الفيزيائي هو عالم متخصص في مجال الفيزياء، والذي يشمل تفاعلات المادة والطاقة في جميع مقاييس الطول والوقت في الكون المادي. يهتم الفيزيائيون عمومًا بالأسباب الجذرية أو النهائية للظواهر، وعادة ما يؤطرون فهمهم من منظور رياضي. يعمل الفيزيائيون عبر مجموعة واسعة من مجالات البحث، تمتد على جميع المقاييس الطول: من فيزياء ما دون الذرة والجسيمات، من خلال الفيزياء الحيوية، إلى مقاييس الطول الكونية التي تشمل الكون ككل. يشتمل المجال بشكل عام على نوعين من الفيزيائيين: الفيزيائيون التجريبيون المتخصصون في مراقبة الظواهر الطبيعية وتطوير التجارب وتحليلها، والفيزيائيون النظريون المتخصصون في النمذجة الرياضية للأنظمة الفيزيائية لترشيد الظواهر الطبيعية وشرحها والتنبؤ بها.
يمكن للفيزيائيين تطبيق معرفتهم لحل المشكلات العملية أو تطوير تقانات جديدة (تُعرف أيضًا باسم الفيزياء التطبيقية أو الفيزياء الهندسية).

## الهوامش
1. «العلوم الفيزيائية هي قسم المعرفة الذي يرتبط بمفاهيم الطبيعة، أو بمعنى آخر، التسلسل المنتظم للأحداث.»
2. «إذا حدثت بعض الكوارث، واختفت كل المعرفة العلمية باستثناء جملة واحدة ما هو هذا البيان الذي يحتوي على معظم المعلومات في أقل عدد من الكلمات؟ أعتقد أن ذلك البيان سيكون... أن كل الأشياء تتكون من ذرات؛ جسيمات صغيرة تتحرك في حركة دائمة، وتجذب بعضها البعض عندما تكون على مسافة قصيرة، ولكنها تتنافر عند الضغط على بعضها البعض...»
3. مقولة مجازية تنسب للفيلسوف الفرنسي ديكارت: «أعطني المادة والحركة، وسأبني لك الكون.»
4. "من أجل فهم أفضل لمدى توضيح مظاهر أرسطو الحاسمة، في رأيي، قد ننكر كل من افتراضاته. وأولًا، أشك بشدة في أن أرسطو قد اختبر من خلال التجربة ما إذا كان صحيحًا أن حجرين، أحدهما يزن عشرة أضعاف وزن الآخر، إذا سمح له بالسقوط، في نفس الوقت، من ارتفاع، على سبيل المثال، 100 ذراعا، سوف تختلف في السرعة بحيث عندما يصل الأثقل إلى الأرض، لن يكون الآخر سقط أكثر من 10 ذراعا.
- يبدو أن لغته تشير إلى أنه قد جرب التجربة، لأنه يقول: إننا نرى الأثقل؛ الآن تظهر الكلمة انظر أنه قام بالتجربة.
- لكنني، أؤكد لكم أن كرة مدفع تزن مائة أو مائتي رطل، أو حتى أكثر، لن تصل إلى الأرض بقدر امتدادها قبل كرة مسك تزن نصف رطل فقط، شريطة يُسقَط كليهما من ارتفاع 200 ذراعا."[146]

5. هذه المسلمة في الحقيقة تعميم لنظرية نسبية غاليليو غاليلي، فعلى سبيل المثال شخص يركب عربة معزولة عن العالم الخارجي بإحكام، ومتحركة بسرعة ثابتة، لا يمكنه إجراء أي تجربة تمكنه من معرفة سرعته المطلقة، وإلا فإن العربة تصبح إطارا مرجعيا مطلقا وهو أمر غير ممكن حسب هذه المسلمة.
6. Stress–energy tensor.
7. «لكل من الأطوال الموجية الكبيرة والصغيرة، كل من المادة والإشعاع لهما جوانب جسيمية وموجية... لكن الجوانب الموجية تصبح حركتها أكثر صعوبة حيث تصبح أطوالها الموجية أقصر.... بالنسبة للجسيمات العيانية العادية تكون الكتلة كبيرة بحيث يكون الزخم دائمًا كبيرًا بما يكفي لجعل الطول الموجي لموجة مادية صغيرًا بما يكفي ليكون خارج نطاق الاكتشاف التجريبي، وتسود الميكانيكا الكلاسيكية.»
8. «على الرغم من أنه عادة ما يُذكر اليوم بصفة فيلسوف، إلا أن أفلاطون كان أيضًا أحد أهم رعاة الرياضيات في اليونان القديمة. مستوحاة من فيثاغورس، أسس أكاديميته في أثينا في عام 387 قبل الميلاد، حيث شدد على الرياضيات كوسيلة لفهم المزيد عن الواقع. على وجه الخصوص، كان مقتنعا بأن الهندسة هي مفتاح فتح أسرار الكون. تقول اللافتة الموجودة أعلى مدخل الأكاديمية:» فقط من يفهم الهندسة، يدخل هنا"."
9. «الفلسفة مكتوبة في هذا الكتاب العظيم الذي يكمن أمام أعيننا. أعني الكون، لكننا لا نستطيع أن نفهمه إذا لم نتعلم اللغة أولاً وفهمنا الرموز المكتوبة. هذا الكتاب مكتوب باللغة الرياضية، والرموز هي مثلثات ودوائر وشخصيات هندسية أخرى، وبدون مساعدتها يكون من المستحيل إنسانيًا فهم كلمة واحدة منها، وبدونها يتجول المرء دون جدوى عبر متاهة مظلمة.»– غاليليو غاليلي (1623).
10. «الفيزياء الرياضية: أي تطبيق الرياضيات على مشاكل الفيزياء وتطوير طرق رياضية مناسبة لمثل هذه التطبيقات ولصياغة النظريات الفيزيائية.»
11. «في الواقع، يتمتع التجريبيون بشخصية فردية معينة. وهم كثيرًا ما يجرون تجاربهم في منطقة يعلم الناس فيها أن النظريون لم يضعوا فيها أي تخمينات.»

## وصلات خارجية
- موسوعة الفيزياء على إسكولاربيديا. (بالإنجليزية)
- فيزكس سنترال. (بالإنجليزية)
- physics.org. (بالإنجليزية)
- الجمعية الفيزيائية الأمريكية. (بالإنجليزية)